# Tonga
El Regne de Tonga és un estat de Polinèsia, a l'oceà Pacífic, situat uns 700 km al sud-est de Fiji i 2.000 al nord-est de Nova Zelanda. Comprèn més de 170 illes i illots (36 de les quals són habitades permanentment), repartits en tres arxipèlags principals.

## Etimologia
La pronunciació adequada del nom  Tonga en tongalès és  [ 'Tona]. En moltes llengües polinèsies, la paraula Tonga vol dir «sud», de manera que, probablement l'arxipèlag va rebre aquest nom a causa de la seva localització al sud de les illes de Samoa. No obstant això, els habitants de Tonga consideren que el nom de país vol dir «jardí». El nom Tonga també pot significar «vent del sud».

## Història
Les illes són habitades, des de fa 6000 anys, pels polinesis originaris a partir de la migració del poble lapita des del sud-est d'Àsia. S'hi troben les restes arqueològiques més antigues de la Polinèsia. Els tongans van crear monuments megalítics entre els quals destaca el Ha‘amonga. És un arc de tres pedres de corall que suporta una llinda de 8.900 kg.
Els primers europeus a trobar les illes van ser els neerlandesos. Le Maire i Schouten van descobrir, el 1616, les tres illes del grup nord: Cocos (Tafahi), Traïdors (Niuataputapu) i Bona Esperança (Niuafo‘ou). Abel Tasman va explorar, el 1643, les illes més grans al sud: Amsterdam (Tongatapu), Middelburg (‘Eua) i Rotterdam (Nomuka).
L'anglès James Cook hi va ser diverses vegades entre 1773 i 1777, anomenant al grup illes dels Amics (Frienly Is) degut a la calorosa acollida que hi trobà.
L'espanyol Francisco Mourelle, desviat de la tradicional ruta del galió de Manila a Acapulco, va arribar a aquestes illes, el 1781, molt necessitat d'avituallaments i reparacions. A la primera illa no va trobar refugi i l'anomenà Amargura (Fonualei). En canvi, va descobrir un excel·lent port a Vava‘u que encara avui s'anomena Port of Refuge. Va anomenar l'arxipèlag illes de Mayorga en honor del virrei de Nova Espanya, Martí de Mayorga nascut a Barcelona. El grup Ha‘apai el va anomenar illes Gálvez en honor de José de Gálvez, ministre d'Índies. Gràcies als seus informes l'expedició científica de Bustamante i Malaspina es va aturar a aquestes illes.
L'any 1900 es va establir el protectorat britànic, i des del 1970 és regne independent en l'àmbit de la Commonwealth. És l'única monarquia de la Polinèsia.
El 2022, el volcà Hunga Tonga, situat a 65 km al nord de l'illa principal de Tongatapu, va entrar en erupció, provocant un tsunami que va inundar parts de l'arxipèlag, inclosa la capital Nuku'alofa. L'erupció va afectar greument el regne, tallant la majoria de les comunicacions.

## Govern i política

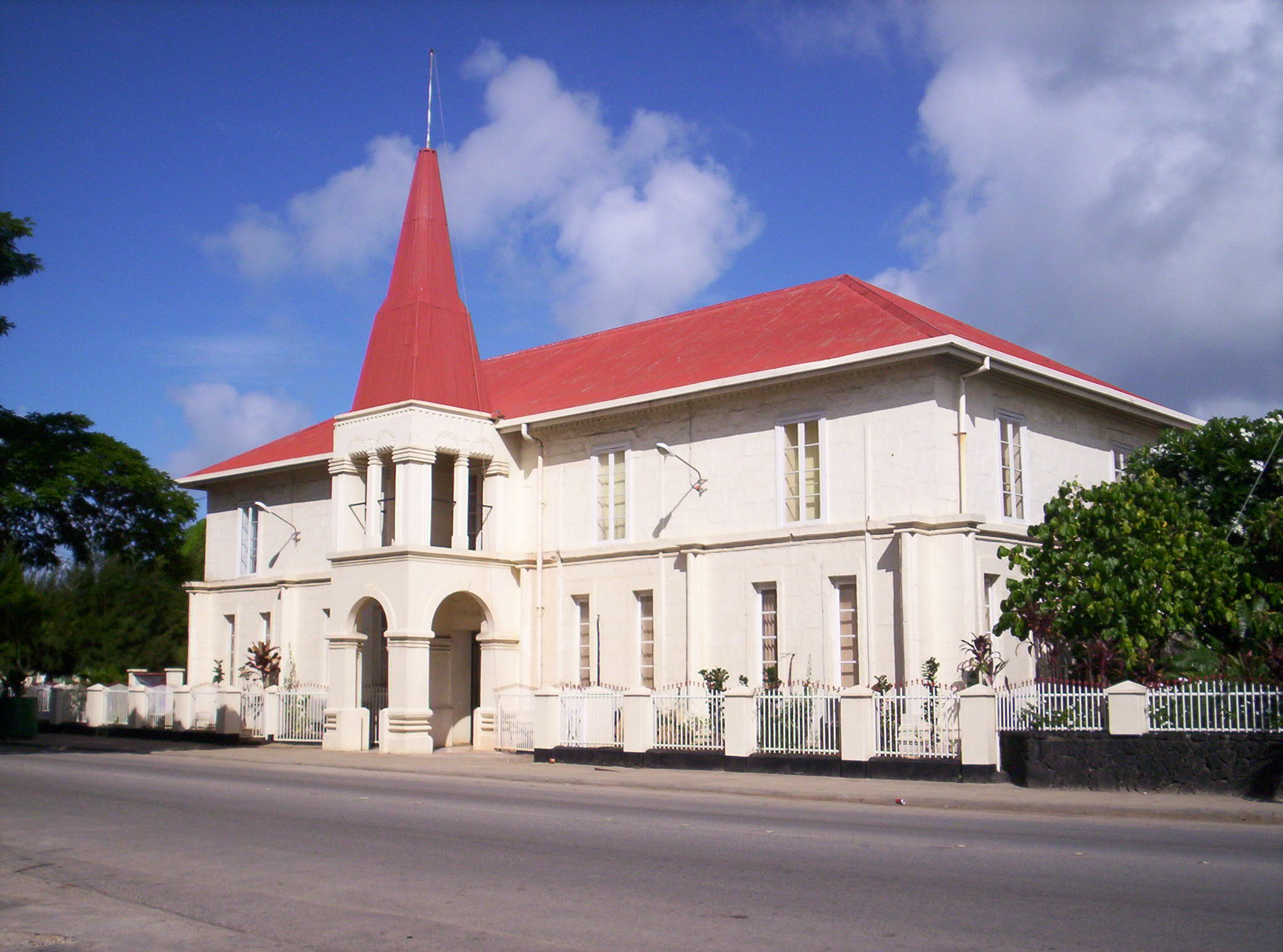
Seu de l'Assemblea Legislativa a Nuku'alofa.

Tonga és l'única monarquia hereditària constitucional del Pacífic. La Constitució de Tonga va ser ratificada pel rei George Tupou I el 4 de novembre de 1875. la seva implementació va ser una etapa important en el desenvolupament del territori nacional s i va culminar les activitats polítiques de Tupou I encaminades a modernitzar la societat tongana i garantir l'estabilitat interna i la unitat de país. Gràcies a aquesta constitució Tonga es va constituir com l'únic territori formalment independent a Oceania durant el segle xix. 
La constitució es compon de tres seccions i 115 articles i està entre les més estrictes i inflexibles del món, ja que qualsevol canvi requereix un procés complicat i el compliment total de diverses condicions. L'Assemblea legislativa té el dret de fer canvis a les lleis bàsiques de país, però aquests canvis han de passar per tres lectures a la cambra, i després ser enviats al rei. Si el Consell Privat de Tonga i el Govern són unànimes en el suport a una esmena constitucional, aquesta encara ha de ser aprovada pel rei, i només entrarà en vigor després de la seva signatura. no obstant això, l'Assemblea no pot modificar els articles de la« llei de la llibertat »-aquells que fan referència a la Declaració dels Drets i deures-, els que estan subjectes als reis -l'herència del tron o el títol- i als consells locals.
Des de 2008 va començar a prendre forma una nova reforma política, quan es van crear específicament per a aquesta finalitat la Comissió Constitucional i la Comissió Electoral, cadascuna composta per cinc persones, el principal objectiu és elaborar propostes per modificar les seccions de la constitució que parlen sobre el poder executiu, les autoritats electorals i els principis de les relacions mútues entre ambdues, així com participar en els processos electorals a Tonga.

### Monarquia i poder executiu

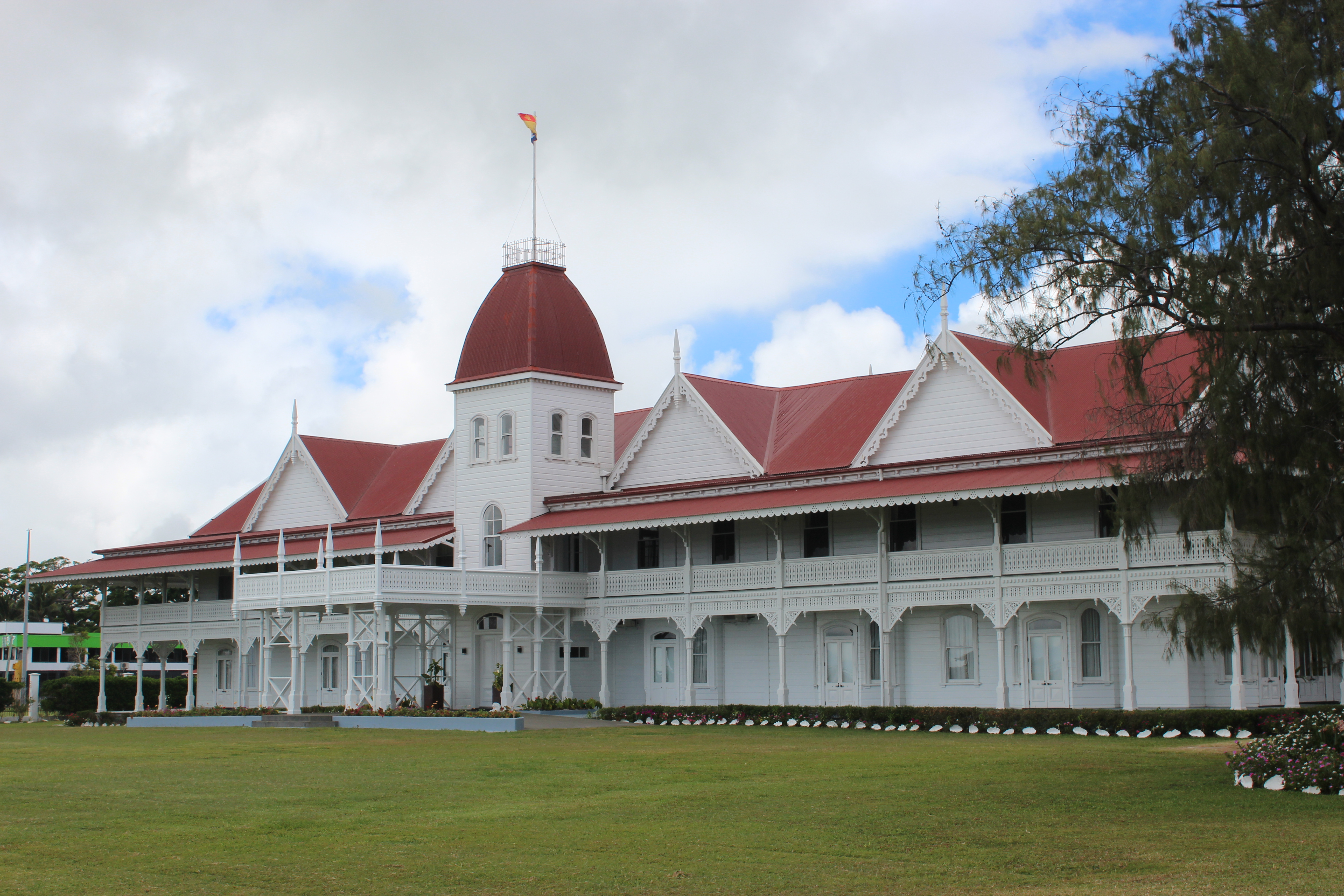
El Palau Reial de Tonga preserva l'identitat sagrada de rei.

A Tonga, el cap d'Estat és el rei, una posició que està ocupada per Tupou VI des del 18 de març de 2012. El principi de la successió al tron de Tonga està establert a l'article 32 de la Constitució de Tonga. L'hereu és el fill gran del rei i la reina. En cas de mort o d'un altre impediment dels primogènits, el successor es converteix en el següent fill gran. Si en aquest cas tampoc pot prendre el tron, aquest és ocupat pel fill següent, i així successivament, sempre a través de la nissaga reial masculina. Si aquesta línia de successió s'ha trencat, el tron es lliura a la filla gran i els seus hereus, tornant a la línia masculina a la fi del regnat femení. No obstant això, si cap de les filles de la parella reial no roman al país, el tron passa a la seva descendència i hereus legals o al primer ministre. Si no hi ha hereus legítims, el rei pot nomenar al seu successor amb l'aprovació de la Cambra dels Parells. Si això no ha succeït, el primer ministre demana una reunió de l'Assemblea Legislativa per elegir algun dels seus caps com a rei, establint així una nova dinastia. 
Qualsevol membre de la família Reial que tingui el dret de successió necessita del consentiment de rei per casar-se. El matrimoni de l'hereu sense aquest consentiment real pot implicar la pèrdua del seu dret de successió al tron. A més de l'esmentat anteriorment, el tron no pot ser ocupat per algú que hagi comès un crim o que pateixi alguna deficiència mental.
Segons la Constitució, la identitat del rei és sagrada i és el governant de tots els caps i de la vila de Tonga, governa el país juntament amb els seus ministres. Tots els projectes de llei aprovats per l'Assemblea Legislativa han de ser revisats i sancionats pel rei abans d'entrar en vigor. El rei de Tonga és el comandant suprem de les forces armades, nomena a tots els oficials que regeixen la preparació i el control de les forces armades i té el dret de declarar la guerra, amb l'aprovació de l'Assemblea Legislativa.  el rei també té el dret exclusiu de convocar i dissoldre a l'Assemblea Legislativa, així com el dret a signar tractats amb altres estats sempre que compleixin amb la legislació nacional.  El rei no pot, però, canviar les funcions de l'Assemblea Legislativa.
El govern està compost pel primer ministre, el ministre d'Afers Exteriors, el ministre de les Terres i el ministre de Policies, entre d'altres, que són nomenats pel rei. Els ministres poden ser destituïts del càrrec per l'Assemblea Legislativa si les seves activitats van contra les lleis. Els ministres del gabinet són membres del Consell Privat de Tonga i de l'Assemblea Legislativa. Cada ministre està obligat a elaborar un informe anual per donar a conèixer les activitats dutes a terme pel seu ministeri. Al seu torn, el rei transmet l'informe a l'Assemblea Legislativa. Si l'Assemblea presenta algun dubte relacionat amb les accions d'algun dels ministeris, llavors el ministre responsable haurà de respondre a aquestes qüestions.

### Poder legislatiu
L'Assemblea Legislativa representa el poder legislatiu i està composta pels membres del Consell Privat i del Gabinet de ministres, a més dels Representants del Poble i els Representants dels Parells.  els Representants el Poble, així com els Representants dels Parells, són elegits cada tres anys i ocupen la Cambra de Representants dels Parells. En total, es trien nou representants de cada segment. Els representants dels parells són elegits entre els seus parells; els Representants del Poble són elegits pels votants.  El President de l'Assemblea és nomenat pel rei. 
D'acord amb la Constitució de Tonga, l'Assemblea Legislativa s'encarrega de l'elaboració de les lleis.  Perquè un projecte de llei entri en vigor, ha de ser primer aprovat per la majoria absoluta de vots en tres lectures. Després de la seva aprovació en l'Assemblea, el rei ha de decidir si aprova o no la llei. Si la sanciona, la nova llei es publica oficialment, de manera que la data de publicació coincideix amb la data de promulgació.  El rei té el dret de rebutjar els projectes de llei. Un projecte de llei vetat pel rei només es pot tornar a ser discutit per l'Assemblea Legislativa al final del següent període, després del veto.

Estendard Reial de Tonga.

### Poder judicial
El sistema judicial de Tonga comprèn el Consell Privat, el Tribunal d'Apel·lacions, la Cort Suprema de Justícia, els tribunals de primera instància i el Tribunal de Terres de Tonga. el Consell Privat de Tonga és un òrgan d'assessoria del rei, qui també realitza determinades funcions judicials. Si no hi ha consens en la Cort Suprema en una determinada acció, es podrà sotmetre a Consell Privat, que ha de jutjar el cas.  La decisió del Consell Privat és definitiva, sense poder-se tornar a examinar un procés penal. En aquest cas, totes les decisions de Consell hauran de ser signades pel ministre responsable. D'altra banda, el Consell Privat pot apel·lar la decisió del Jutge de la Terra en casos sobre les propietats i títols hereditaris. 
El Tribunal d'Apel·lació de Tonga està format pel president del Tribunal Suprem del Regne i altres jutges nomenats pel rei, amb el consentiment de Consell Privat. el Tribunal té el dret exclusiu i el poder per revisar els casos i decidir sobre els recursos interposats contra les decisions dels tribunals superiors o de la Terra, a excepció de les qüestions relacionades amb la propietat i títols hereditaris. 
El Tribunal Suprem de Tonga està format pel Cap de Justícia i altres jutges nomenats pel rei, amb el consentiment de Consell Privat. La Cort suprema té el dret exclusiu de jutjar els processos de la llei comuna i sancionar les violacions de la constitució i les lleis dels estats, així com les qüestions relatives als tractats amb altres nacions, ministres i cònsols, i els casos que involucrin els agents diplomàtics, cònsols i el dret de la mar. 
Durant l'any 2007, a Tonga es van reportar 2316 delictes, 640 contra la persona humana i 1400 contra la propietat.

### Relacions exteriors
Tonga manté relacions diplomàtiques amb diversos països. Les relacions internacionals més antigues amb països fora d'Oceania són les que manté amb França i Alemanya, ambdues establertes amb la signatura d'un Tractat d'Amistat els anys 1855 i 1876, respectivament.  No obstant això, només Austràlia, Xina, Japó i Nova Zelanda mantenen ambaixades o un Alt Comissionat al país, a Nuku'alofa, mentre que Brasil planeja obrir una ambaixada. Tonga compta amb una ambaixada a Pequín (Xina). També té un representant permanent davant l'Organització de les Nacions Unides, un cònsol honorari a Londres (Regne Unit) i  Sant Francisco (Estats Units) i representants de govern a Austràlia i Nova Zelanda. Quan va deixar de ser un protectorat britànic el 1970, es va convertir en part de la Mancomunitat de Nacions, però fins a l'any 1999 no es va convertir en membre de l'ONU. El 2007, va fer-se membre de l'Organització Mundial de Comerç.

### Forces armades

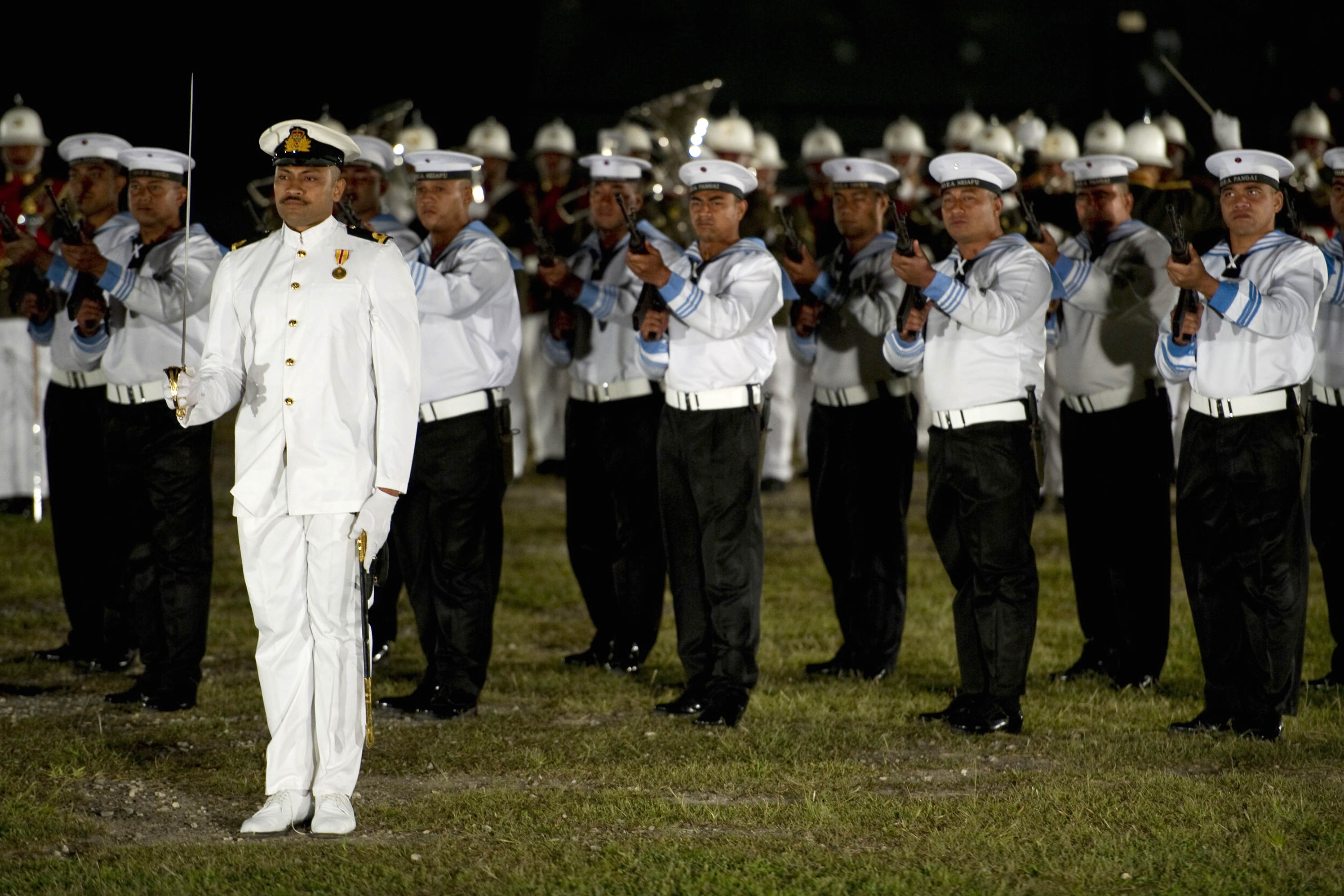
Guarda d'honor de l'Armada de Tonga.

Tonga té forces armades regulars, conegudes com les Forces de Defensa de Tonga. Les seves principals funcions són protegir el regne i a les autoritats civils, i ajudar a mantenir la pau i l'ordre, entre altres funcions i deures. Tonga té una rica història militar: va participar activament a la Primera Guerra Mundial amb l'enviament de forces expedicionàries al costat de les tropes de Nova Zelanda. Després de participar en la Segona Guerra Mundial les Forces de Defensa es van dissoldre, però es van reactivar poc després el 1952.
En l'actualitat, l'Armada tongana té al seu servei tres llanxes patrulleres i dos avions lleugers.  El nombre de membres de les Forces de Defensa de Tonga ascendeix a prop de 450 persones i són recolzats per Austràlia, Nova Zelanda i els Estats Units. en els últims anys les unitats de l'exèrcit van participar en les operacions de la Missió Regional d'Ajuda a les Illes Salomó i com a part de les forces de la coalició internacional a Iraq; la missió de Tonga es va retirar del país el desembre de 2008.

## Geografia

Mapa de Tonga.

L'arxipèlag se situa a la  Polinèsia Occidental, lleugerament al nord del Tròpic de Capricorn. La seva capital, Nuku'alofa, es localitza a aproximadament 1770 km al nord-est d'Auckland, la ciutat més gran de Nova Zelanda, i a 690 km de Suva, capital i ciutat més important de Fiji.
La seva àrea total és de prop de 748 km², dels quals 30 estan constituïts per aigua. El país està format per 171 illes, de les quals amb prou feines 45 estan habitades de forma permanent, el que es tradueix en el fet que poc menys del 80% (670&nbt de la població; Vava'u, a nord; i Ha'apai, al centre.
sp;km²) del territori estigui habitat. Geogràficament, comprèn tres grups principals d'illes: Tongatapu, a sud, on es concentra més de la meita
Les illes de procedència volcànica són muntanyoses, mentre que les d'origen coralí no són planes. El clima és temperat plujós, amb estius molt càlids. El sòl, fèrtil, és usat per a plantacions de plàtan, margalló i coco. El punt més alt de país, situat a 1033 msnm, es troba a l'illa de Kao. Lateiki (Metis Shoal) i Fonuafoʻou són dos volcans submergits que, des del segle xix, han sortit diversos cops per sobre de la superfície del mar.
Geogràficament l'arxipèlag de Tonga està dividit en quatre grups d'illes. De sud a nord són:
- Grup Tongatapu: ʻAta, ʻEua, Tongatapu. A més, els esculls Minerva.
- Grup Haʻapai: subgrups Lifuka, Kotu i Nomuka. A més, els volcans Fonuafoʻou, Kao i Tofua.
- Grup Vavaʻu: Hunga, Kapa, Pangaimotu, ʻUtungake, Vavaʻu. A més, el volcans Fonualei, Late, Lateiki i Toku.
- Grup Niuas: Niuafoʻou, Niuatoputapu, Tafahi.

A més, depenen del Regne de Tonga els esculls Minerva, geogràficament a mig camí de les illes Fiji. Són dues anelles de corall, només visibles amb la marea baixa.

### Geologia
L'arxipèlag de Tonga se situa a la frontera de les plaques del Pacífic i australiana, a l'oest de les fosses profundes que se situen en les seves aigües territorials, i representa una acumulació de territori d'origen volcànic, coral·lí i esculls. l'exemplar de roca més antic al país va ser trobat a l'illa de 'Eua, i es remunta fins a l'època del període Eocè. Per tant, això ens indica que des de llavors l'illa sempre va estar per sobre del nivell del mar. Per contra, abans d'això va romandre durant molt de temps submergida. Es desconeix el temps exacte d'existència de Tonga. És probable que aquest arxipèlag tingui més de cinc milions d'anys d'antiguitat, i que es remunti a l'època del Pliocè. També es pot suposar que algunes illes van sorgir a la fi del Miocè, o al mateix Neogen.

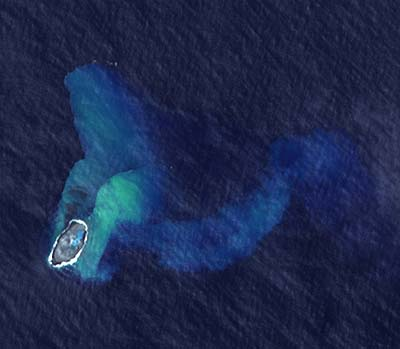
Corrents marins saturats amb cendra volcànica i diversos elements químics.

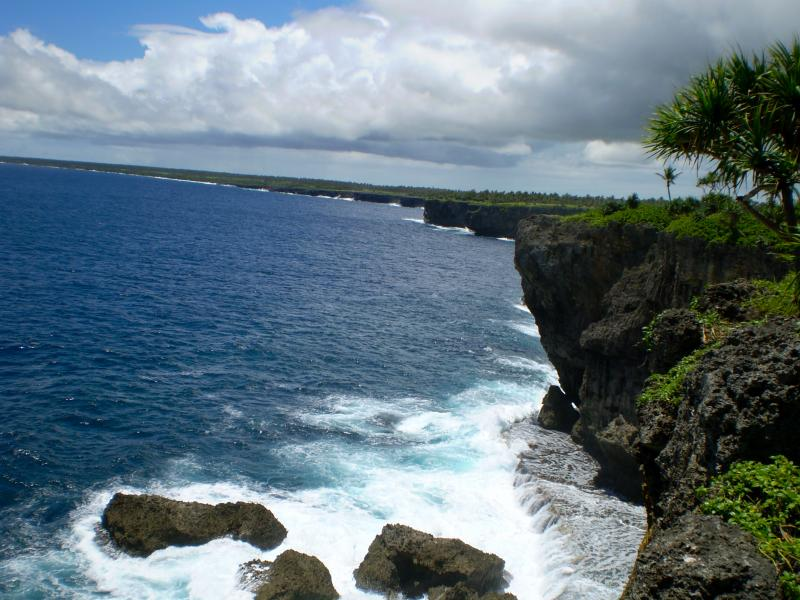
Illa de la costa oest de Tonga.

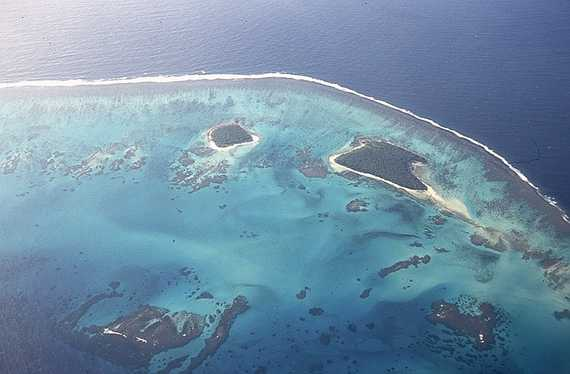
Illots de l'arxipèlag, pertanyents a Ha'apai. Cal notar que estan envoltats per esculls de coral.

Les illes d'origen volcànic són 'Ata, Ha'apai i Kao. Aquestes illes formen un arc volcànic que s'estén des del sud -partint de l'illa de 'Ata- a sud-est, nord i nord-oest. En èpoques més recents van tenir lloc diversos processos geològics actius dins d'aquest arc que van originar la formació d'algunes illes noves, però, només una d'elles no s'ha enfonsat.
L'illa de Vava'u presenta activitat volcànica intensa i el seu sòl només està compost de pedres calcàries, a més d'estar envoltada per esculls. L'illa de Ha'apai també presenta activitat volcànica intensa i un relleu baix, i igual que Vava'u té pedres calcàries. Les illes de Tongatapu i 'Eua són d'origen calcari. La primera es caracteritza per un relleu pla, ja que els seus turons més elevats no sobrepassen els 30 msnm. la base de corall de l'illa està coberta per una capa de cendra volcànica de tres metres de profunditat.
Al llarg dels últims cent anys, s'han registrat més de trenta-cinc erupcions volcàniques al país. un dels volcans més grans a Tonga, amb 515 msnm i 5 km d'ample, se situa a l'illa de Tofua. L'última erupció que va registrar aquest volcà va ocórrer el 18 de març de 2009. el volcà més alt de país, el cim es troba a 1030 msnm, se situa a l'illa de Kao.
Les illes de Tonga contenen grans dipòsits de minerals, especialment Tongatapu i Vava'u.  El 2008 es van trobar grans jaciments de zinc, coure, plata i or en les seves aigües territorials.

### Clima
El clima de Tonga és tropical, amb la influència dels vents alisis del Sud-est Asiàtic. el règim de precipitacions està àmpliament relacionat amb la zona de convergència del Pacífic Sud. Hi ha dues estacions diferents: l'estació plujosa i l'estació seca. La primera, també coneguda com l'estació dels ciclons, va de novembre a abril, i la segona abasta de maig a octubre.  Els mesos més plujosos de l'any són gener, febrer i març, cada un registra fins a 250 mm de pluja.
La temperatura mitjana varia entre 26-23 ° C. Durant els mesos plujosos -novembre a abril- la temperatura generalment va de 25 a 26 ° C, mentre que en els mesos més freds i secs -maig a octubre- oscil·la entre 21 i 24 ° C.  La diferència de temperatura a les illes de nord generalment és menys pronunciada que a les illes de sud. La temperatura màxima registrada al país va ser de 35 ° C, a Vava'u, l'11 de febrer de 1979. Per la seva banda, la temperatura més baixa va ser de 8,7 ° C, registrada el 8 de setembre de 1994 a Fotuha'a. Els vents predominants són de l'est en direcció sud, que bufen a partir de maig.

### Sòl
El sòl en gran part de les illes es caracteritza per la seva fertilitat, excepte en les àrees que posseeixen els volcans més nous. Aquests es van formar principalment a partir de la caiguda de cendres volcàniques andesítiques que van reposar sobre una plataforma de corals i calcàries. Aquests sòls presenten certes propietats físiques: són friables, ben estructurats, amb bon drenatge i capacitat de retenció d'aigua moderada. Els tipus de sòl varien d'àcid a alcalí, amb alt contingut de calci i magnesi, alta capacitat d'intercanvi catiònica i saturació per bases.
Els sòls de l'illa de Tongatapu són molt fèrtils, apropiats per a l'agricultura i ramaderia, en algunes zones costaneres són sensibles a la salinitat. Els sòls de l'illa de 'Eua són més productius, excepte per algunes àrees de sud de l'illa, que tenen una superfície de roca de corall. A Ha'apai, hi ha grups d'illes predominantment d'origen coral·lí. Un problema seriós és l'erosió de terra, que redueix significativament la seva fertilitat.

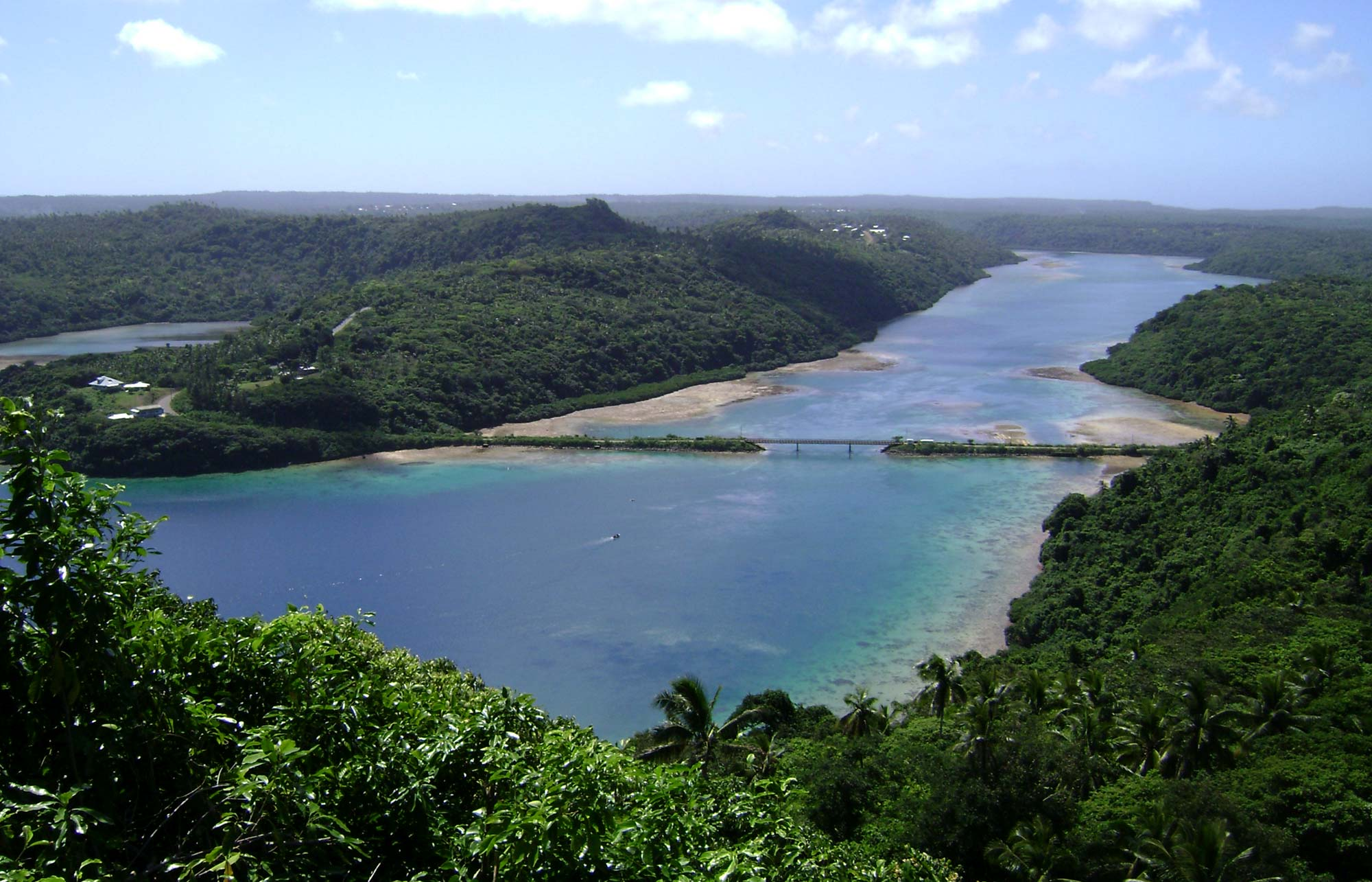
Llac a l'illa de Vava'u.

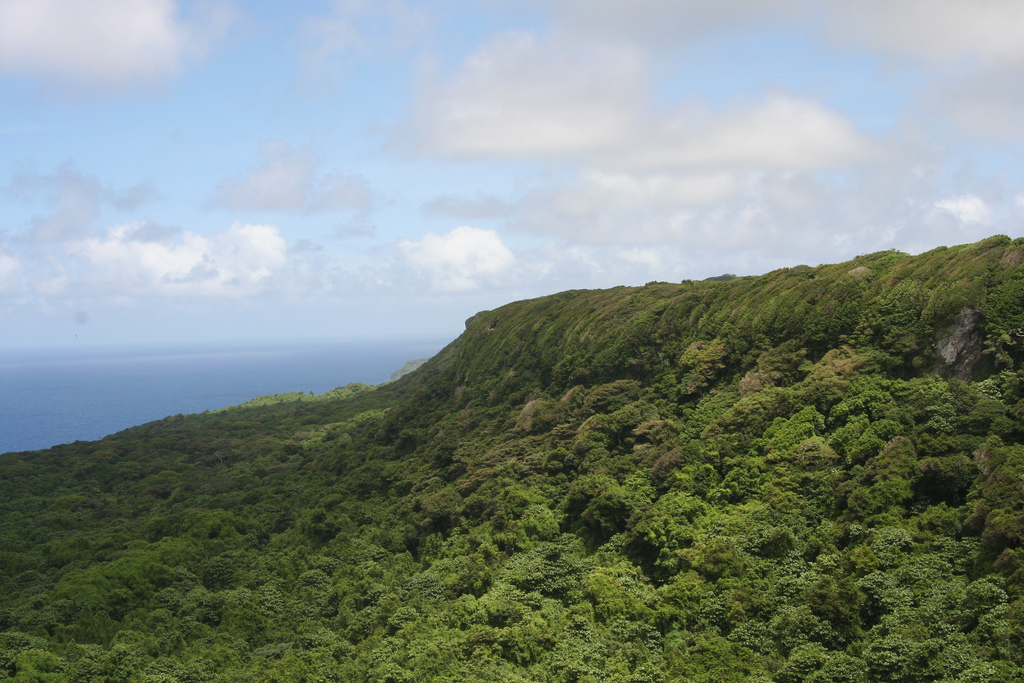
parc nacional de 'Eua.

### Hidrografia
L'arxipèlag compta amb un nombre limitat de fonts permanents d'aigua dolça. Tot i que l'aigua és retinguda en el sòl a causa de la seva porositat, els habitants solen utilitzar aigua de pluja recollida en tancs amb sostre de formigó o en pous petits, i això permet que tinguin accés a una mica d'aigua potable. La majoria de les llacunes, llacs i rierols estan localitzats a les illes volcàniques. El Vaipūua és el llac més gran de Tonga i se situa a l'illa de Vava'u. No obstant això, les fonts d'aigua dolça més importants es troben a Niuafo'ou, Nomuka i Niuatoputapu.

### Flora i fauna
En general, les illes de Tonga estan cobertes amb selves tropicals de terres baixes. A causa que en el passat diverses seccions de bosc tropical van ser atorgades per al seu ús agrícola, una part d'aquest territori està cobert per vegetació secundària dominada per pastures i prats de sorgo i mill. Les zones costaneres i les àrees de cràters volcànics estan dominades per les plantes herbàcies. A l'arxipèlag hi ha dos parcs nacionals - un a 'Eua i un altre a Vava'u- i sis reserves naturals.
Hi ha 770 espècies de plantes vasculars registrades a Tonga, incloses setanta espècies de falgueres (tres d'elles són endèmiques), tres tipus de gimnospermes (de les quals una,  Podocarpus pallidus , és endèmica) i 698 espècies de angiospermes, nou endèmiques. La diversitat d'espècies varia d'illa a illa; per exemple, a l'illa de Tongatapu existeixen prop de 340 espècies de plantes, mentre que a Vava'u hi 107 espècies.
La fauna autòctona de el país és extremadament pobre i està constituïda principalment per espècies introduïdes. A l'arxipèlag hi ha dotze espècies de rèptils (una d'elles endèmica) i dues espècies de ratpenats, els únics mamífers nadius de les illes.  A la regió costanera es poden trobar tortugues marines, mol·luscs i diversos peixos. Encara hi ha un gran nombre d'aus, 73 espècies registrades, de les quals dues són endèmiques:  pachycephala jacquinoti , que viu a Vava'u, i  megapodius pritchardii , habitant de Niuafoou. Com a conseqüència de l'ocupació humana d'altres illes de Tonga, fora de Tongatapu i Vava'u, almenys 23 espècies d'aus es van extingir.

## Subdivisió administrativa

Divisió en districtes de Tonga.

El sistema de govern local no està fixat per la llei. al país, hi ha comitès de poble que regulen la gestió de les viles. Tot el poder està en mans del govern central, que ha desenvolupat diverses normes i reglaments sobre la gestió de la societat en el seu conjunt i en les ciutats i pobles en particular. Les localitats del país es divideixen en districtes i ciutats, encapçalades pels caps de districte o de ciutats, que es trien per vot popular cada tres anys.
Els caps de districtes tenen les següents funcions: control sobre la salut, realitzar un informe trimestral sobre les condicions sanitàries a tot el districte, l'agricultura, les finances i altres qüestions previstes per la legislació. els caps de districte estan subordinats al cap de ciutat. Les funcions dels caps de ciutat són: el control de l'agricultura, la salut i l'ordre de la ciutat, convocar la  fon  (consells populars) i la supervisió del cap de districte.
L'elecció dels representants de la vila a l'Assemblea Legislativa de Tonga és obligació de tots els ciutadans alfabetitzats al país amb almenys 21 anys que paguen regularment els seus impostos i que no pateixen discapacitat mental. Qualsevol persona que violi les lleis electorals és castigada amb penes de presó de fins a dos anys. Aquesta persona només pot tornar a votar després d'obtenir el perdó del rei.
El país està dividit en cinc districtes electorals: Tongatapu, Ha'apai, Vava'u, 'Eua i Niuafo'ou.  A Tongatapu es trien tres representants dels seus parells i tres representants de poble. A Ha'apai i Vava'u, voten per dos representants dels seus parells i dos representants de la vila. A 'Eua i Niuafo'ou trien un representant dels seus parells i un representant de poble. Al seu torn, cada districte es divideix en illes, illots, ciutats i pobles.
Administrativament, Tonga conté cinc divisions. Cadascuna correspon a un grup d'illes, excepte el de Tongatapu que es divideix en dos: Tongatapu i ʻEua. Existeixen, però, només tres consells insulars, ja que el consell insular de Tongatapu administra les divisions de Tongatapu, ʻEua i Niuas, per això moltes vegades només es consideren tres grups. Les dades de les cinc divisions, i els 23 districtes, són:
| Divisió   | Codi ISO 3166-2 | Població (1996) | Àrea (km²) | Capital                    | Districtes                                                             |
| --------- | --------------- | --------------- | ---------- | -------------------------- | ---------------------------------------------------------------------- |
| 'Eua      | TO-T            | 4.934           | 87         | Ohonua, illa ʻEua          | ʻEua Foʻou, ʻEua Motuʻa                                                |
| Ha'apai   | TO-H            | 8.138           | 110        | Pangai, illa Lifuka        | Foa, Haʻano, Lulunga, Muʻomuʻa, Pangai, ʻUiha                          |
| Niuas     | TO-T            | 2.018           | 72         | Hihifo, illa Niuatoputapu  | Niuafoʻou, Niuatoputapu                                                |
| Tongatapu | TO-T            | 66.979          | 261        | Nuku‘alofa, illa Tongatapu | Kolofoʻou, Kolomotuʻa, Kolovai, Lapaha, Nukunuku, Tatakamotonga, Vaini |
| Vava'u    | TO-V            | 15.715          | 119        | Neiafu, illa Vava‘u        | Hahake, Hihifo, Leimutuʻa, Motu, Neiafu, Pangaimotu                    |

## Demografia

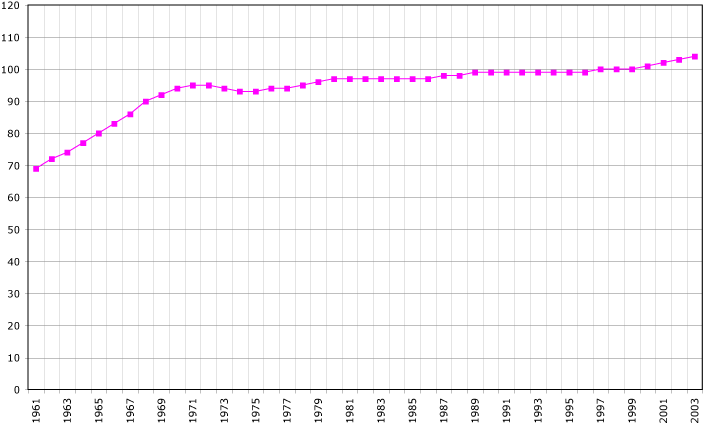
Evolució poblacional de Tonga de 1961 a 2003.

Des de 1921 el Departament d'Estadístiques de Tonga realitza de forma regular el Cens Nacional Demogràfic.  No obstant això, hi ha altres dades estadístiques d'anys anteriors, com de 1891. Des de 1956, el cens es realitza cada cinc anys. D'acord amb l'últim cens, realitzat en 2016, la població és de 100 651 habitants. El 2013, segons The World Factbook de la CIA, la xifra es va elevar a 106 322. la taxa de creixement poblacional és relativament baixa comparada amb la d'altres països d'Oceania: 1,669% el 2008. El cens de 2011 també va mostrar un augment en la població d'1,0% en comparació amb 2006, és a dir, un augment de 1075 habitants, amb una taxa de creixement anual mitjana de 0,8%.
Per a fins estadístics, Tonga es divideix en cinc districtes: Tongatapu, Vava'u, Ha'apai, 'Eua i Niuas. El 2006, la regió més densament poblada era Tongatapu, amb una població de 75 158 persones (70,6% la població total de país), seguida pels districtes de Vava'o (14 936 habitants, 15,2% de la població), Ha'apai (6650 habitants o 7,4%), 'Eua (5011 habitants o 4,9%) i Niuas (1281 habitants o 1,9%). L'única taxa de creixement positiva es va registrar a Tongatapu (+ 4,3% en comparació amb 2006). A les altres illes s'experimenta un declivi demogràfic: a 'Eua hi ha una disminució de -3,7%, en Vava'u de -3,7%, en Ha'apai és de -2,6% i en Niuas 1 -23,1%. Una de les principals causes d'aquestes taxes tan baixes és que en aquests districtes l'emigració cap a altres països és notable, principalment cap a Nova Zelanda, Austràlia i els Estats Units.
El 2001, a Nova Zelanda hi havia 40 700 tongans, la majoria d'ells (78%) vivia a Auckland i només 5% a Wellington.  el 2006 hi havia 7580 tongans a Austràlia, molts dels quals vivien en els estats de Nova Gal·les del Sud (60,3%) i Victòria (15,7%). A més, els Estats Units també posseeix una gran comunitat tongana : 7,3% dels immigrants d'Oceania que viuen al país són de Tonga, és a dir, 27 686 habitants. Utah, Califòrnia i Hawaii són els estats amb més immigració tongana.

### Etnicitat
| Grups ètnics a Tonga   | Grups ètnics a Tonga   | Grups ètnics a Tonga | Grups ètnics a Tonga | Grups ètnics a Tonga |
| ---------------------- | ---------------------- | -------------------- | -------------------- | -------------------- |
| Grups ètnics           |                        |                      | %                    |                      |
| Tongans                | Tongans                |                      | 97.03                | 97.03                |
| Part Tongans           | Part Tongans           |                      | 0.79                 | 0.79                 |
| Xinesos                | Xinesos                |                      | 0.73                 | 0.73                 |
| Fijians                | Fijians                |                      | 0.3                  | 0.3                  |
| Europeus               | Europeus               |                      | 0.25                 | 0.25                 |
| Indo-Fijians           | Indo-Fijians           |                      | 0.12                 | 0.12                 |
| Other Pacific Islander | Other Pacific Islander |                      | 0.2                  | 0.2                  |
| Altres Asiàtics        | Altres Asiàtics        |                      | 0.19                 | 0.19                 |
| Altres                 | Altres                 |                      | 0.37                 | 0.37                 |
| No s'indica            | No s'indica            |                      | 0.03                 | 0.03                 |

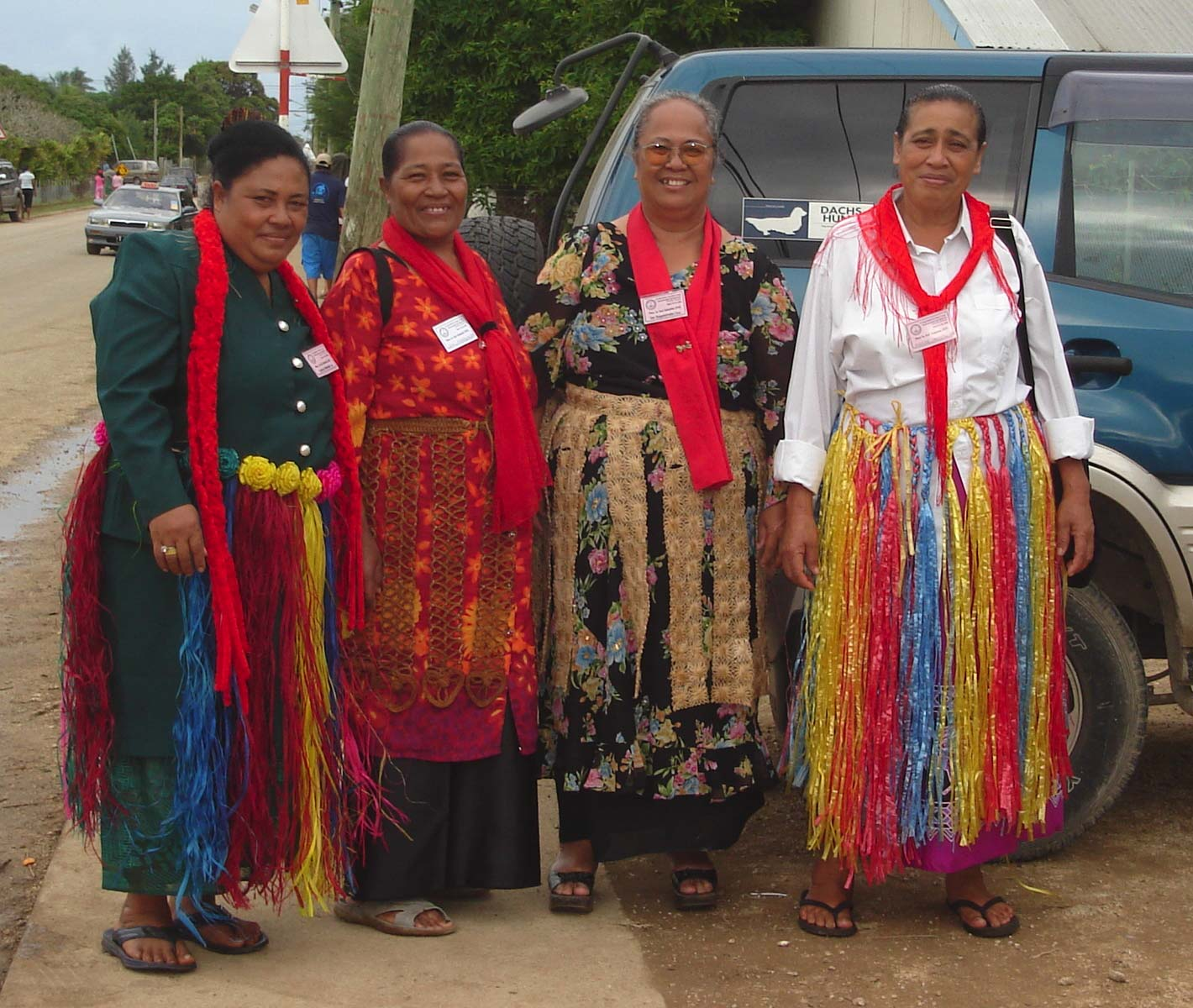
Dones natives de Tonga.

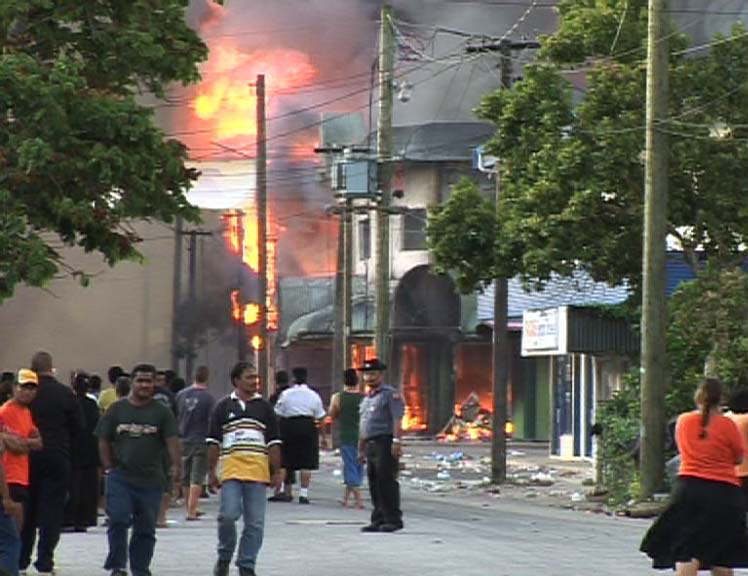
Incendi en un comerç xinès de Nuku'alofa el 2006.

Tonga posseeix una població ètnicament molt homogènia.  D'acord amb el cens de 2006, gairebé el 97% dels residents van néixer a Tonga. Els pobles indígenes d'altres nacions polinèsies representaven 1,6% de la població, sobretot a les illes més allunyades de Tongatapu, l'illa principal. La proporció d'estrangers (europeus, immigrants d'altres illes de Pacífic i asiàtics) és mínima, tot i que des de 1990 hi ha hagut una notable immigració de xinesos, indis i Fijians.
El 2006, el nombre de xinesos a Tonga era de 395 habitants, mentre que el 1996 només n'hi havia 55. El primer xinès a emigrar a les illes va ser un sacerdot anglicà a l'any 1920 i el 1974 Tonga va registrar la primera empresa d'origen taiwanès. Hi va haver un creixement significatiu de la població xinesa a Tonga en l'última dècada de segle xx, en gran part a causa de el fet que el 1990 el govern tongalès venia passaports del seu país als xinesos i residents de Hong Kong. Els passaports van ser comprats principalment per petits empresaris xinesos. Com a resultat, el 2001 hi havia prop de 120 botigues pertanyents a immigrants procedents de la Xina a la capital. No obstant això, el flux d'immigrants xinesos va portar a un descontentament entre la població local, que temien una dominació econòmica que aturés la progressió dels seus negocis.  A més, en aquesta època hi va haver un augment de la desocupació entre els tongans.
L'any 1999, l' Associació de Xinesos de Tonga va registrar quaranta casos d'assetjament a empresaris xinesos, inclosos atacs violents. Un any més tard, es van clausurar tots els comerços xinesos al barri de Nukunuku. L'any 2001 hi va haver prop de cent atacs contra immigrants xinesos comesos per motius racistes i organitzats per tongans xenòfobs. El creixement de les tensions en la societat de Tonga, encoratjades pel primer ministre Ulakalala Lavaka Ata, va portar al fet que se li negués la renovació de les seves llicències laborals a més de 600 xinesos. Més tard, Ulakalala Lavaka Ata es va veure obligat a abandonar el país en els següents dotze mesos. el 2006, es van organitzar disturbis constants en Nuku'alofa contra els empresaris xinesos, el que va conduir a l'emigració de diversos centenars d'ells. Tot i la gran quantitat d'atacs, la comunitat xinesa segueix sent significativa.

### Idiomes
Els idiomes oficials són l'anglès i el tongalès. Aquest últim és una de les nombroses Llengües malaiopolinèsies com el rapa-nui, el gilbertès, el nauruà, el hawaià, el maorí, el tahitià, el samoà i el tuvaluà. La forma escrita del tongalès va ser creada a mitjans del segle xix pels missioners europeus. El nombre total de parlants d'aquesta llengua és d'aproximadament 96 300 persones. El tongalès utilitza només setze lletres de l'alfabet llatí, cinc vocals i onze consonants. d'acord amb les dades del govern, l'any 1999 el 98,9% dels habitants eren bilingües, és a dir, sabien llegir i escriure els dos idiomes oficials. A les illes de Niuafo'ou i 'Eua es parla el Niuafo'ou, un dialecte del Wallisià, que no és considerat com a oficial, sinó com una llengua indígena. Al voltant de 690 persones fan servir el Niuafo'ou en privat quan no hi ha tongans presents, però no s'utilitza a l'església. 

### Religió

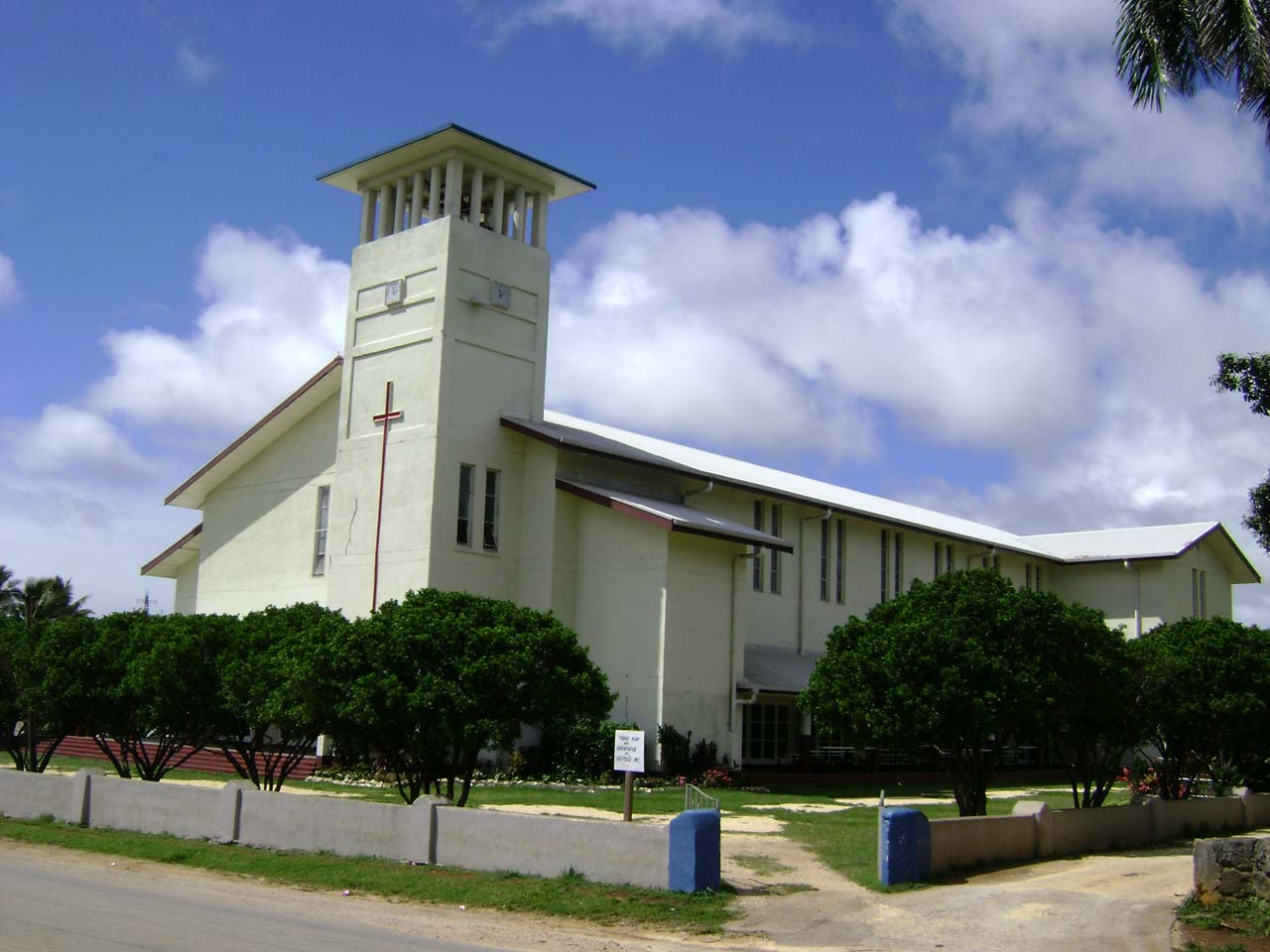
Capella de l' Església Wesleyana Lliure de Tonga.

El cristianisme és la religió predominant a Tonga, practicat pel 89,4% de la població.  Els primers missioners cristians que van visitar l'arxipèlag eren membres de la Societat Missionera de Londres. Van arribar el 1797, però no van tenir èxit en la seva empresa. La primera missió cristiana permanent a les illes no es va establir fins a l'any 1826.
Segons el cens de l'any 2006, la majoria dels habitants de Tonga (aproximadament 38 052 habitants o el 37,3% de la població) eren seguidors de l' Església Wesleyana Lliure de Tonga. Els membres de l' Església de Jesucrist dels Sants dels Darrers Dies, també coneguts com a mormons constitueixen el segon grup religiós al país, amb un 16,8% de la població, seguits pels catòlics, que van baixar al 15,6% de la població de l'arxipèlag. Altres esglésies cristianes amb un nombre significatiu de seguidors són l'església Lliure, amb 11,4% de simpatitzants; l'església de Tonga, amb el 7,1%; l'església Cristiana Tokaikolo amb 2,5%; l'església Adventista del Setè Dia, amb el 2,2%; l'església Assemblea de Déu, amb 2,3%; l'església Constitucional de Tonga, amb el 0,9%; i l'església Anglicana, amb el 0,8% dels seguidors. D'acord amb el cens, el 1,3% de la població professa altres pràctiques cristianes o d'altres religions. No obstant això, només vint persones van afirmar ser atees i 1509 tongans es van negar a parlar sobre la seva afiliació religiosa.
Encara que l'església dominant al país és l'Església Wesleyana Lliure de Tonga, en els últims anys hi ha hagut una disminució en el nombre dels seus seguidors, igual que en l'Església catòlica. Al mateix temps, altres esglésies van atreure un nombre més gran de fidels, sobretot l'Església Lliure de Tonga i de l'Església de Jesucrist dels Sants dels Darrers Dies; aquesta última va superar a l'Església catòlica com el segon grup religiós més important de país. La Família Reial és membre de l'església metodista, que va ser fundada el 1924 amb l'aprovació de la reina Salote Tupou III, a través de la fusió de dues branques del moviment metodista: l'Església Lliure de Tonga (fundada el 1885 per ordre del rei George Tupou i de Tonga) i la Uesliytsev.
Els primers missioners catòlics van desembarcar a les illes de Tonga en 1837, però no van obtenir el permís per a establir una missió permanent al país fins a 1842. La societat catòlica que existia en aquell moment estava sota el Vicariat Apostòlic del Pacífic Central, que es va establir a 23 d'agost de 1842. El Vicariat Apostòlic de Tonga es va fundar el 13 d'abril de 1937. El 21 de juny de 1966 a l'arxipèlag es va crear una diòcesi independent.

Els primers missioners de l'Església de Jesucrist dels Sants dels Darrers Dies van arribar a Tonga l'any 1891. Com que no van tenir èxit en la seva visita, la missió mormona va acabar l'any 1897, però dinou anys més tard es va restaurar. En el segle XXI és un dels moviments religiosos amb major creixement al país. D'acord amb l'Església Mormona, Tonga té el percentatge més gran d'adherits d'aquesta organització religiosa al món en relació amb la seva població, 54 281 membres.  No obstant això, segons el cens oficial de 2006, els seguidors del mormonisme ascendeixen a només 17 109 persones. el Temple de Nuku'alofa, construït el 1983, és el seu únic lloc de culte a l'illa principal de Tonga, Tongatapu.
El país no té una religió oficial i la llibertat de culte està garantida per la constitució. Hi ha una recomanació de govern dirigida a tots els grups religiosos al país per registrar-se, però aquesta indicació no és obligatòria i no totes les denominacions religioses ho han fet. També es permet que tots els grups religiosos introdueixin productes lliures d'impostos destinats a fins religiosos, però cap religió està subvencionada. La constitució estableix que dissabte i diumenge són «dies sants», i que cap empresa pot laborar. L'excepció són els hotels i centres turístics que formen part de la indústria turística i les escoles administrades pels mormons i metodistes que ofereixen cursos religiosos.

### Educació
Els missioners protestants, els qui van fundar la primera missió cristiana a l'arxipèlag, van iniciar l'educació escolar al país al voltant de l'any 1826, a l'incorporar als seus ensenyaments les idees de John Wesley. Posteriorment, el sistema educatiu va rebre una gran influència de representants d'altres doctrines cristianes. L'any 1876, es va implementar l'ensenyament primari universal, que va passar a ser competència de govern l'any 1882, quan aquest va prendre el control exclusiu de l'educació. Tot i això, l'any 1906 moltes missions religioses van ser novament autoritzades per fundar les seves pròpies escoles. 
L'ensenyament públic de Tonga posseeix un nivell alt en comparació amb altres països d'Oceania; segons el cens de 2006, la taxa d'alfabetització entre persones de 15 a 25 anys era de el 98,6%, xifra que s'eleva al 98,8% en el cas de les dones. l'educació és obligatòria i gratuïta per a nens de sis a catorze anys. el sistema escolar del país està dividit en tres etapes: sis anys de ensenyament primari, tres d'instrucció secundària i tres més de  formació superior. És destacable la col·laboració amb altres països com Austràlia, Nova Zelanda o Japó, que financen projectes educatius per a estudiants oriünds de Tonga.
L'any 1997 hi havia 116 escoles d'educació primària al país, de les quals 105 eren públiques i 11 privades, pertanyents principalment a esglésies, com l'Església Wesleyana Lliure, l'Església de Jesucrist dels Sants dels últims Dies i l'Església Catòlica. l'any 2011 hi havia 17 033 estudiants cursant educació primària, entre homes (8971) i dones (8062). El nombre de professors era de 706.
Pel que fa a l'educació secundària, el 1997 estaven registrades 41 institucions al país, sent 8 d'elles públiques i 33 privades, aquestes últimes pertanyents majoritàriament a esglésies protestants. L'any 2011 hi havia 14 874 alumnes realitzant estudis de secundària, repartint-se entre 7876 homes i 6998 dones, amb un total de 1021 professors.
El govern manté a més, altres entitats educatives terciàries, com l'Institut d'Educació i Formació Professional, l'Institut Politècnic, l'Escola d'Infermeria Reina Salote -que pren el seu nom d'una antiga reina de país (Salote Tupou III) - i l'escola d'Entrenament per a Policies de Tonga. També hi ha un campus de la Universitat del Pacífic Sud a Nuku'alofa, establert el 1971, que compta amb 1400 estudiants i 20 funcionaris, entre docents i altre personal.

### Salut

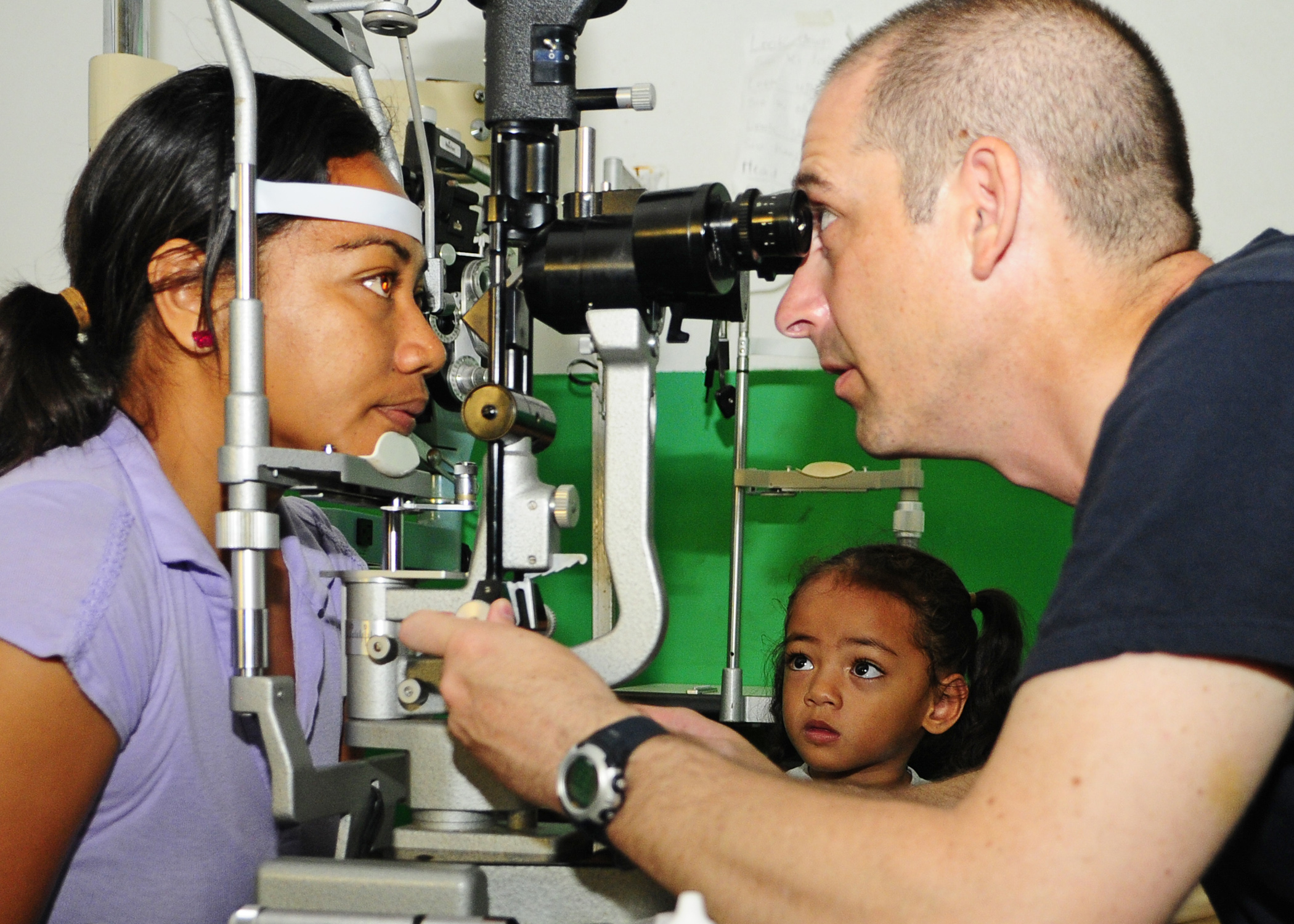
Un marine de l'Armada dels Estats Units examina a una pacient durant una jornada de salut a Tonga.

El sistema de salut de Tonga està ben desenvolupat en comparació amb altres països d'Oceania. Tot i que la medicina tradicional segueix exercint un paper important, la majoria de la població de Tonga accepta i fa ús de la medicina moderna quan creu que pot ser beneficiosa. L'atenció mèdica en els centres de salut públics és gratuïta. El sector privat de la salut està poc desenvolupat i està representat principalment pels curanderos i metges tradicionals del govern que practiquen la medicina privada com un segon treball. Hi ha un sistema d'assegurança de salut, però només cobreix als funcionaris de govern.
L'hospital més important se situa a Nuku'alofa, compta amb 199 llits i s'especialitza en el tractament de pacients amb diferents malalties, però no està equipat per cirurgies que requereixen equips d'alta tecnologia. A les illes de 'Eua, Ha'apai i Vava'u hi ha tres hospitals. A més, hi ha 14 centres d'atenció primària a la salut i 34 clíniques de maternitat. L'any 2010, Tonga tenia 37 dentistes, 62 metges, 357 infermeres i 21 llevadores.
L'esperança de vida és de 75,6 anys. Les principals causes de morbiditat a Tonga són les infeccions respiratòries agudes, com la grip i la pneumònia. En les últimes dècades, s'han presentat casos de malalties degeneratives i no transmissibles, com la diabetis, l'obesitat i les malalties cardiovasculars, les causes es deuen a diversos factors. Entre aquests es destaquen els processos de globalització, el creixement del benestar de la població, l'automatització de la producció, l'augment de consum de béns importats amb alt contingut de greixos i sucres, la disminució de l'activitat física entre els adults i l'augment en el nombre de fumadors. Segons el cens de 2006, el 21% de la població fuma. D'aquests, només el 9% són dones i el 33% són gent gran. Tonga és el país del món amb el nombre més gran d'habitants obesos amb relació a la seva població: 70% de les dones entre 15 i 85 anys són obeses. en els darrers anys, hi ha hagut un augment significatiu en els casos de malalties de transmissió sexual (MTS).

## Economia

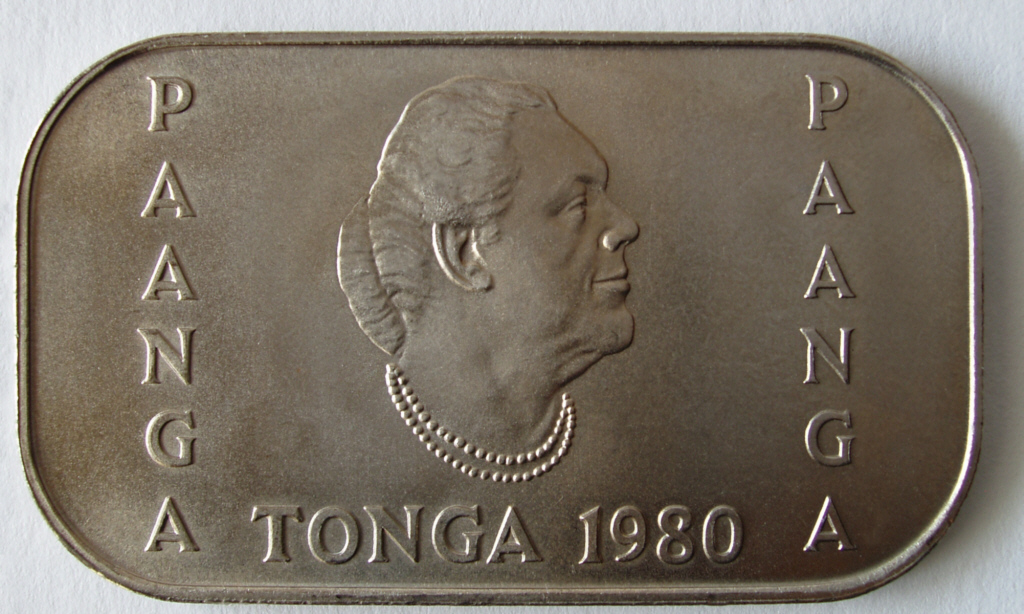
Moneda de 1980 d'un pa'anga, la unitat monetària de Tonga.

Les característiques que determinen la situació econòmica a Tonga no són diferents a les d'altres països d'Oceania: la petita grandària de la zona econòmica, els recursos naturals limitats, la llunyania del país als grans mercats mundials i l'escassetat d'espècies són alguns els problemes que enfronta en el camp econòmic. Els principals factors que poden afectar l'estabilitat econòmica de l'arxipèlag són les catàstrofes naturals (sequeres i ciclons, majoritàriament) i les fluctuacions en els mercats mundials. Això es deu al fet que les principals exportacions de Tonga són els mariscs i els productes nadius de l'illa: (vainilla, peix, coco, etc.) que són molt sensibles als processos naturals. La distància geogràfica del país dels principals mercats no només genera alts costos de transport, sinó que també dificulta la mobilitat internacional dels factors de producció.
Segons dades de la CIA, la paritat de poder adquisitiu el 2013 va ser d'uns 801 milions US $, i el PIB per capita d'uns 7700 dòlars. En el període entre 1973 i 1995, el creixement econòmic anual, determinat en gran manera per la despesa pública i per les remeses d'ultramar, va totalitzar al voltant d'1,8%. El creixement anual del PIB real de 1994 al 2001 va ser de 2,2% de mitjana, i va oscil·lar entre 0,1 i 6,2%, el que indica la dependència econòmica a sectors com l'agricultura i el turisme. el 2007, el creixement del PIB va ser negatiu: -3,5%, un reflex de la debilitat de l'economia de Tonga.
Segons dades del cens de 2006, el 57% de la població major de 15 anys és econòmicament activa. No obstant això, només el 37% rep un salari regular. 45% dels homes i el 29% de les dones majors de 15 anys tenen una ocupació. 17% dels homes treballen en l'agricultura i la pesca enfront d'un 19% de les dones en edat de laborar. A les zones urbanes, la taxa d'atur és del 5,4%, caient a 4,8% a les zones rurals. Tonga té uns sectors d'infraestructura raonables i els serveis socials ben desenvolupats. El govern ha estimulat la inversió privada i s'ha incrementat la despesa en educació i salut pública. El 27 de juliol de 2007, es va convertir en el 151º membre de l'Organització Mundial del Comerç (OMC). 
El país depèn de les importacions de productes alimentaris, productes d'enginyeria i vehicles, combustible i productes químics. És freqüent que el valor de les importacions superi el valor de les exportacions. El 2012, les exportacions van totalitzar 8,4 milions d'US $, mentre que les importacions van sumar 121.900.000 US $. El 2012 els seus principals socis d'importacions van ser Fiji (38%), Nova Zelanda (23,5%), Estats Units (10,1%), i la Xina (9,9%). Per la seva banda, els seus principals socis d'exportació van ser Corea del Sud (17,8%), Estats Units (16,4%), Fiji (10,9%), el Japó (9,2%) i Samoa (9,1%).

### Agricultura

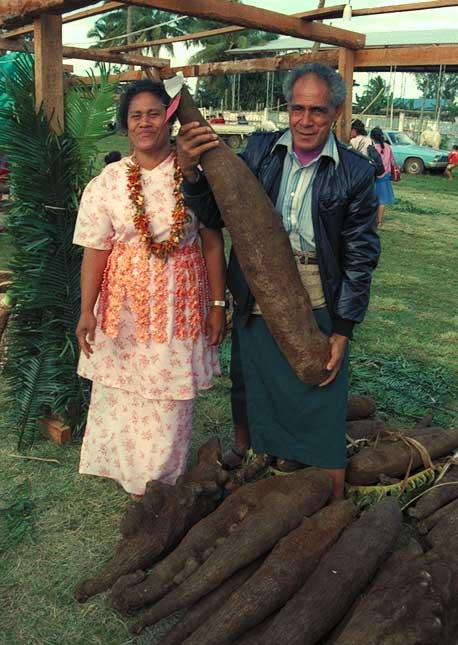
Tongans i els seus productes agrícoles.

Un dels sectors més importants de l'economia de Tonga és l'agricultura. No obstant això, en els últims anys s'ha experimentat una disminució en la participació d'aquest sector en el PIB. Per exemple, en el període de 1994 a 1995, l'aportació de l'agricultura en el PIB va ser del 34%, mentre que en el període de 2005 a 2006, aquest nombre es va reduir al 25%. El descens es deu a la diversificació de l'economia local, que va atorgar una major importància al sector serveis. L'objectiu principal d'aquest procés és ampliar la base econòmica de Tonga, per tal d'enfortir l'economia en cas de futures crisis.
Els principals productes agrícoles són el coco -això inclou l'exportació de llavors de coco, tenint en compte que l'endosperma de les llavors d'aquesta planta produeix l'oli de copra - el plàtan, la vainilla, la carabassa, el cacau, el cafè, el gingebre i el pebre negre.

### Pesca
Pel que fa a la pesca, el país compta amb una àmplia zona econòmica exclusiva, que abasta una àrea d'aproximadament 700 000 km². L'estat també emet llicències de pesca als vaixells estrangers per permetre'ls pescar a la seva zona econòmica. El principal interès d'aquests pescadors és la tonyina. Les condicions climàtiques afecten directament als rendiments de la pesca, especialment els fenòmens d'El Niño i La Niña.
A la fi dels anys 1960, es va iniciar la captura de llagosta enfocada a l'aspecte comercial, i va aconseguir captures anuals del voltant de 36 tones. No obstant això, en els últims anys va existir una reducció d'aquest valor. D'altra banda, va augmentar la captura de diversos tipus de mol·luscs marins: alguns d'ells s'utilitzen per al consum intern i per confeccionar records per als turistes. El govern també va encoratjar a la criança d'ostress i perles i, en la majoria dels casos, l'experiència és exitosa. El principi de la criança dels mol·luscs al país va tenir lloc el 1960; el 1993 es va iniciar a les illes de Vava'u un procés per crear granges de cultiu comercial de perles.

### Turisme

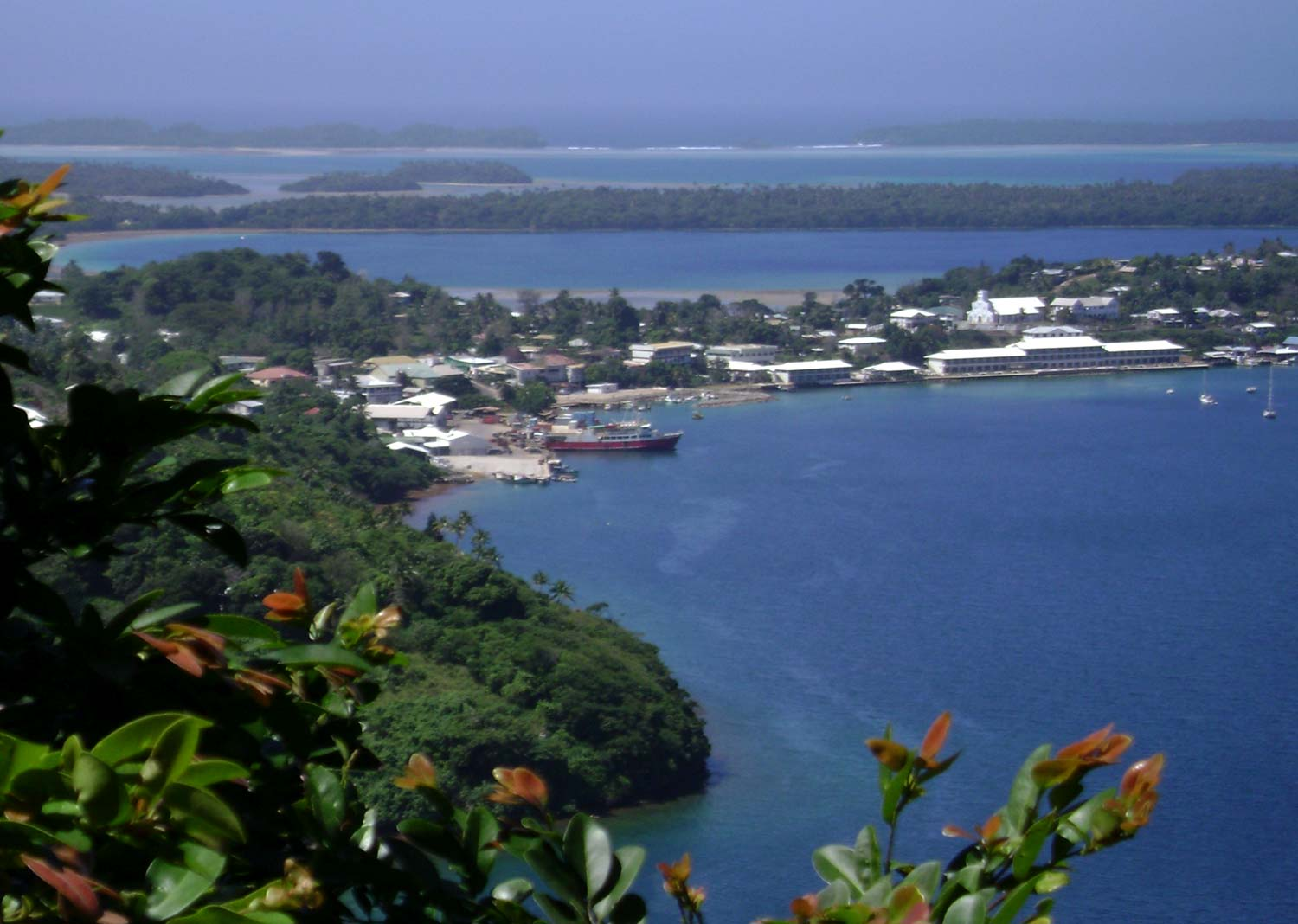
Vista aèria de Neiafu.

En els anys següents a la independència de Tonga, el turisme va ser relativament feble. El 1966 es va donar el primer pas important cap al desenvolupament del turisme a l'arxipèlag, amb la construcció de l'hotel més gran de país, l' International Dateline Hotel. en l'actualitat, el turisme té un paper important en l'economia de Tonga, i és una de les seves principals fonts d'ingressos de divises. El 2011, el país va rebre la visita de 94960 visitants, un augment de més de 18000 turistes amb relació a l'any 2006, quan va ser visitat per 76 286 persones. La nació va rebre turistes de Nova Zelanda, Austràlia, Estats Units, Japó, Fiji, Canadà i Alemanya. El 2011, els principals motius dels viatges a Tonga eren les vacances i les visites a amics i parents, i els principals tipus d'activitats recreatives per als estrangers van ser la pesca esportiva, el busseig, el turisme cultural, la natació, el surf i acampar. Els ciutadans de diversos països no necessiten un visat per entrar al país.

## Infraestructura

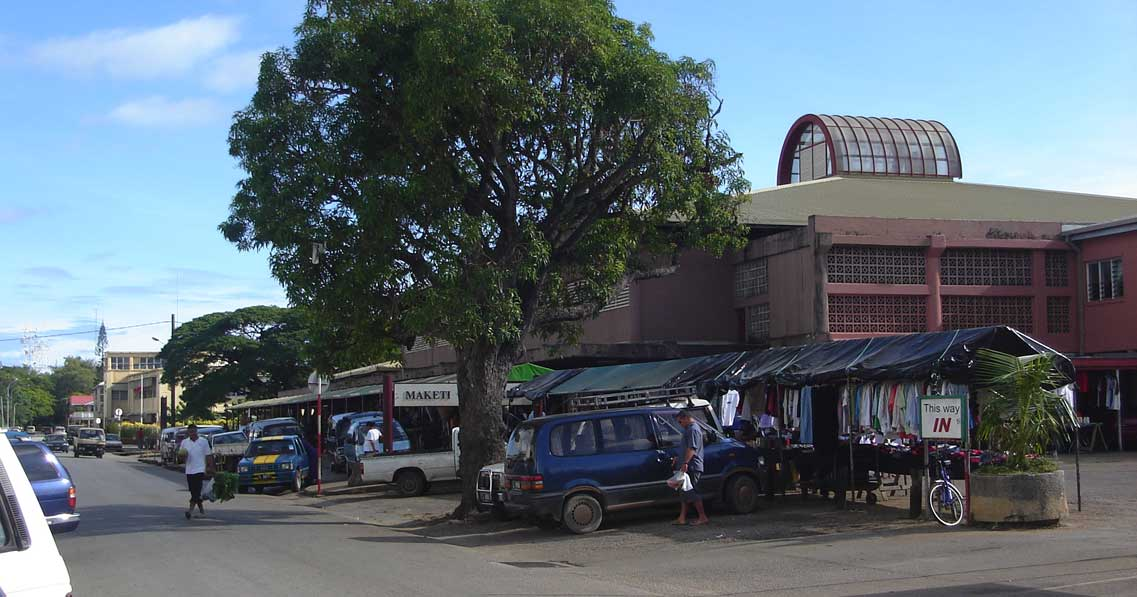
El mercat de Talamahu, a Nuku'alofa.

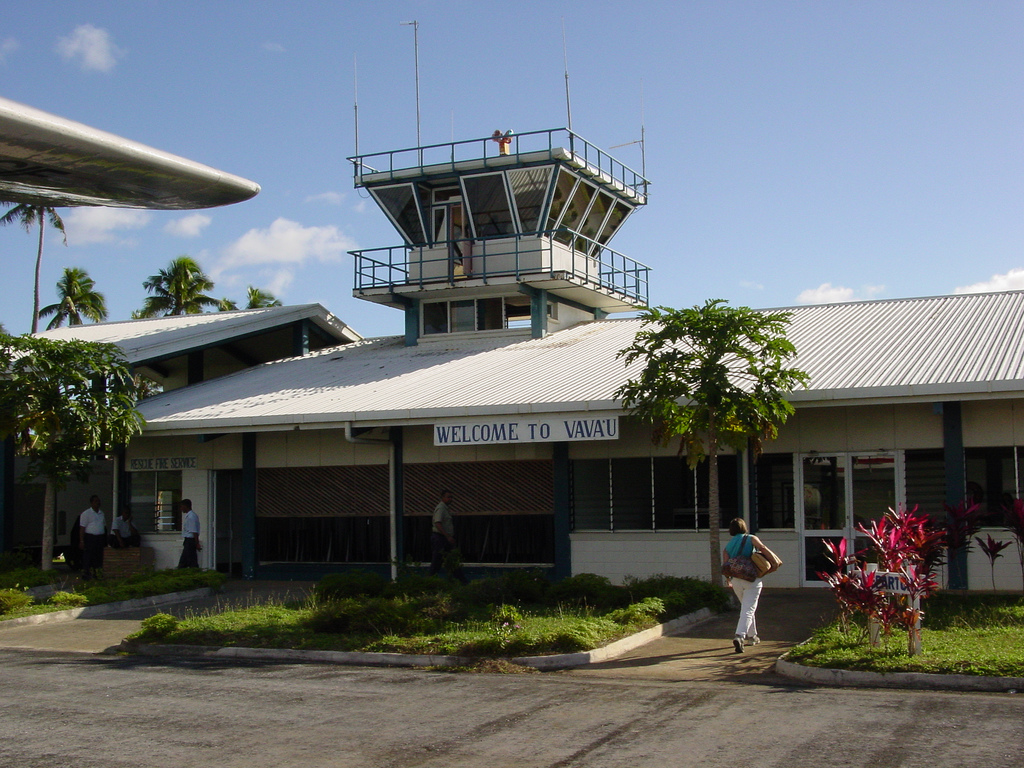
Aeroport Internacional de Vava'u

### Energia i serveis
D'acord amb el cens de 2006, només un 15% de les llars posseïen proveïment d'aigua. Un 70% posseïa una xarxa d'aigües residuals i instal·lacions sanitàries adequades i un 3% tenia una altra font de proveïment d'aigua. Pel que fa al tema energètic, un 89% de les llars tenia accés a l'energia elèctrica, variant aquesta xifra entre un 80% i un 95%, segons la regió. No obstant això, un 44% de les famílies, incloses aquelles amb accés a energia elèctrica, utilitzen querosè o energia solar com a principal font d'il·luminació. La principal font d'energia per cuinar és el gas, l'ús és més freqüent a l'illa de Tongatapu. La llenya és també una de les principals fonts d'energia per a la cuina.
Un 85% de les llars són atesos per un servei de recollida d'escombraries; però, únicament l'11% té un sistema de recollida selectiva de deixalles. Aproximadament un 5% de la població diposita els residus domèstics en llocs inadequats. Pel que fa a habitatge, el 72% de les famílies de Tonga posseeixen residència pròpia, enfront d'un 4% que viu en cases de lloguer i un 23% que viu en residències d'amics o familiars.
Juntament amb l' Agència Internacional de les Energies Renovables (IRENA), Tonga ha traçat un pla estratègic per fomentar la instal·lació d'energia renovable, tant en les seves illes principals com en les seves illes més remotes. L'estratègia governamental se centra en incentivar l'energia solar domèstica per convertir les cases unifamiliars en petites centrals elèctriques. A més, això ajuda, a través de la participació d'operadors locals, institucions d'inversió i tècnics, a proporcionar un nou focus d'ocupació en les comunitats locals així com les estratègies necessàries per a assegurar l'operació eficaç, la gestió i el seu manteniment una vegada que aquests sistemes han estat instal·lats.

### Transports
Un obstacle per al desenvolupament de la xarxa viària de país és la manca de recursos terrestres, així com el règim actual d'ús de la terra. A més, la majoria de les carreteres es construeixen amb fons rebuts de governs estrangers.L'any 2000 hi havia 680 km de carreteres, dels quals només 184 km estaven pavimentats. El país no compta amb ferrocarrils. L'única línia aèria Tongana fou la Royal Tongan Airlines. Fundada el 1985 i liquidada el 2004, realitzava vols nacionals i internacionals. Entre 2004 i 2006 hi va haver una altra empresa, Peau Vava'u, que operava només vols nacionals. Actualment, la companyia Real Tonga duu a terme vols domèstics. Fundada el 2013, compta amb 6 destinacions. La majoria dels vols programats cap al país són de Pacific Air, Air New Zealand i Pacific Blue.  El país compta amb sis aeroports, però només un d'ells -l'Aeroport Internacional Fua'amotu - té una pista pavimentada. La majoria de les illes compten amb servei de transport públic. El port més gran del país es troba a la capital, Nuku'alofa.

### Mitjans de comunicació

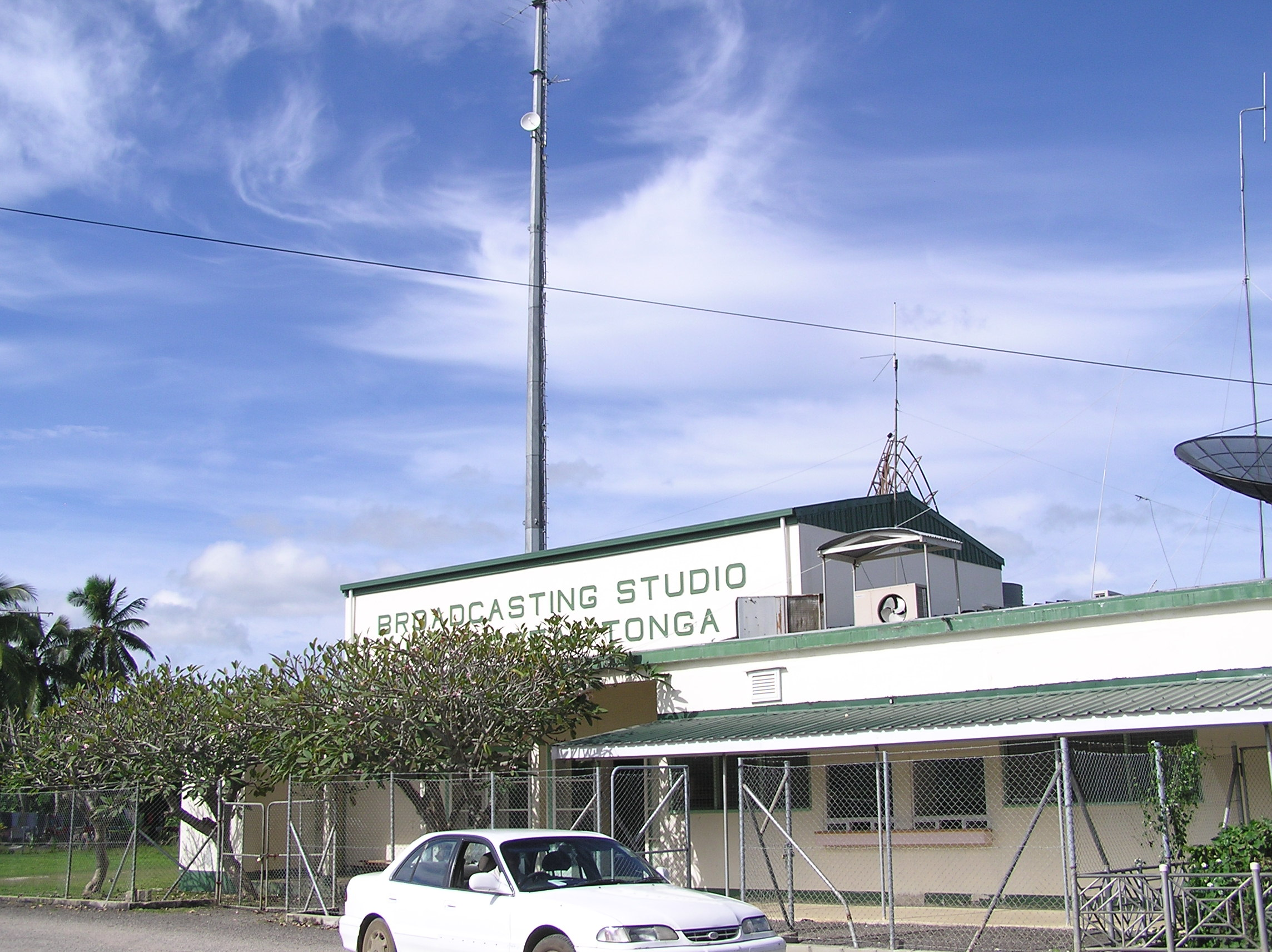
Edifici de l'emissora de televisió ' Tongan Broadcasting Commission (TBC).

A Tonga hi ha dues publicacions setmanals: una revista d'iniciativa privada Matangi Tonga, i el diari Tonga Chronicle, que pertany al govern i és publicat setmanalment els divendres en els dos idiomes oficials. També hi ha un diari privat, fundat l'abril de 1989 i publicat a Auckland, Nova Zelanda, dues vegades a la setmana, el Times of Tonga, que inclou una columna de notícies de les illes de Tonga.
Hi ha quatre estacions de ràdio al país:Kool 90FM, propietat del govern, Ràdio 2000, privada, Ràdio Nuku'alofa, privada i 93FM, una estació religiosa privada. Es van establir tres empreses que presten serveis de televisió: Tonga Broadcasting Commission (TBC), una organització governamental que té canals de  televisió oberta, Tonfon, també de senyal obert, i friendly Island Broadcasting Network, una empresa privada que presta serveis únicament per a l'illa de Vava'u.
Les illes compten amb altres serveis de telecomunicacions disponibles, incloent-hi telefonia fixa,  mòbil i Internet. Segons dades de 2011, al país hi ha una mica més de 30 000 línies telefòniques, 55 000 telèfons mòbils i 8400 usuaris d'Internet.

## Cultura

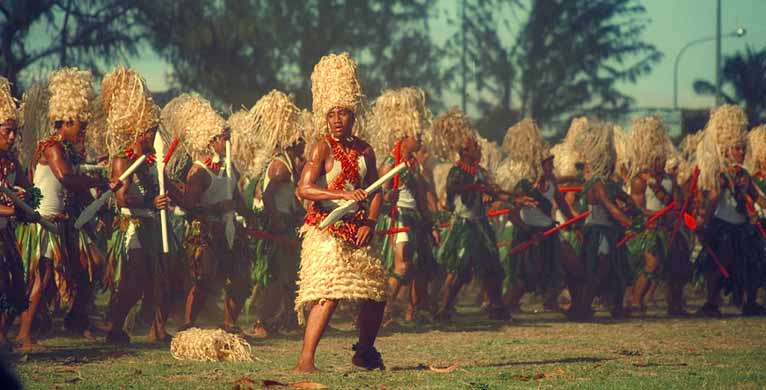
Joves universitaris executant una dansa tradicional Kailao.

La societat contemporània de Tonga, així com la tradicional, es caracteritza per una alta estratificació de la població i la jerarquia. Tot i això, van haver de passar diversos segles perquè existissin canvis significatius en la divisió de la societat, en gran part atenuats per les diferències existents entre els diferents grups socials.  en la societat de Tonga hi ha tres grups socials: els representants de la Família Reial, (en tongalès: tu'i ha'a), distingits líders i ciutadans prominents, entre els quals es poden esmentar als activistes, líders religiosos, artistes i altres (hou'eiki), i la gent comuna (tu'a kau). Tots els títols són encara hereditaris i generalment es transmeten només a través de la línia masculina. la constitució de 1875 va introduir una nova categoria en el regne, l'aristocràcia terratinent.
L'organització social a Tonga, que consisteix en una jerarquia de persones en funció del seu estat i el poder, opera sobre manera sobre la base de la família. Les famílies tonganes consisteixen en parelles i els seus fills que viuen en una casa, o un grup de famílies que viuen en una o diverses aldees. El sexe i l'edat també són un determinant en el paper més o menys important d'una persona en l'entramat social de país. Per exemple, la posició de la dona en la societat de Tonga s'ha considerat tradicionalment més privilegiada que la dels homes.  No obstant això, en l'herència de la terra o de títols honorífics se'ls dona preferència a la línia masculina.

### Música

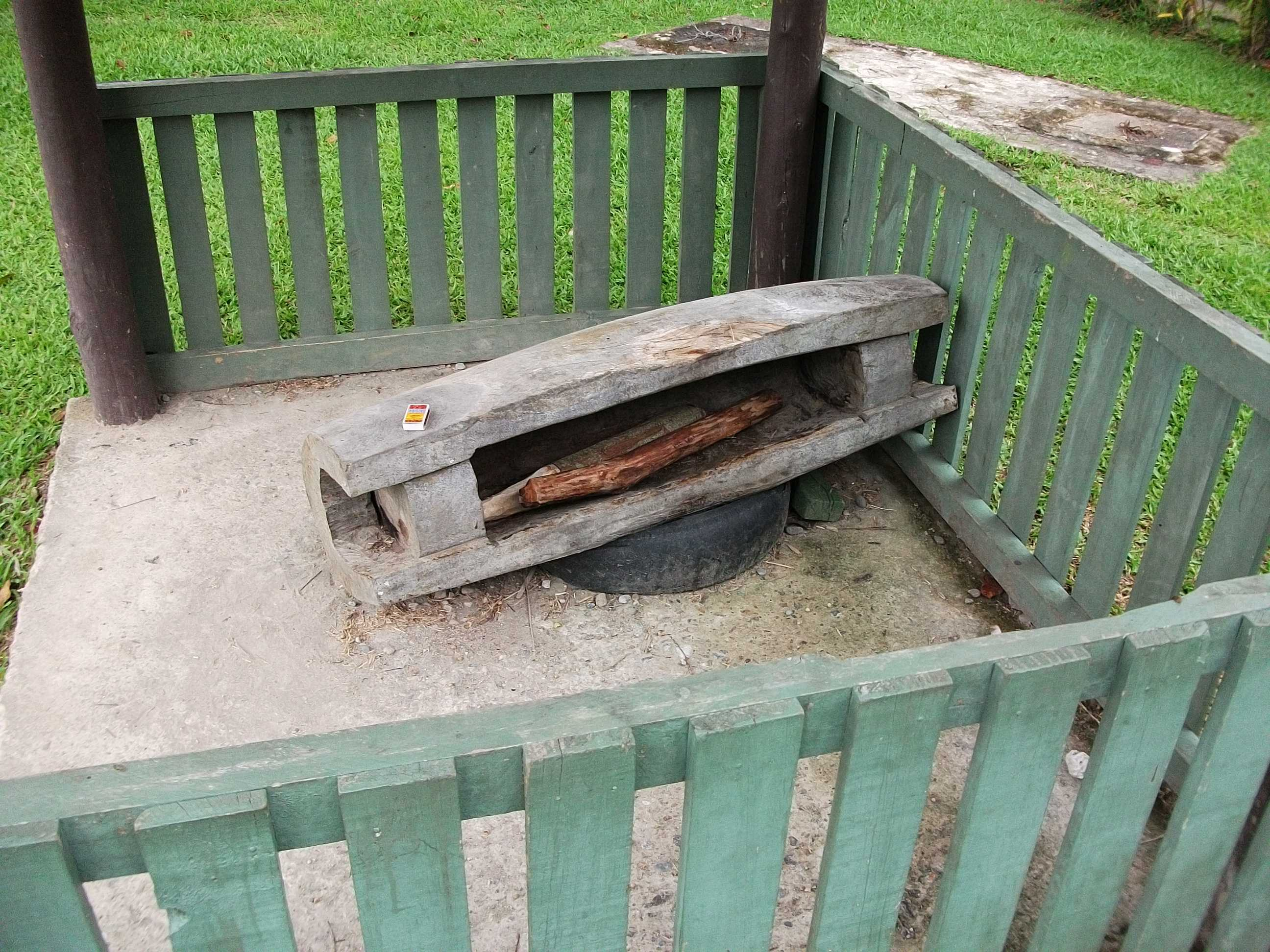
Tambor lali, originari de Fiji i Tonga.

La informació sobre la música i els instruments musicals existents abans de la colonització de Tonga és molt escassa. Els primers viatgers europeus que van visitar l'arxipèlag, James Cook i William Mariner, van fer algunes notes en els seus diaris sobre la música tradicional que van escoltar durant la seva visita a les illes. Entre els instruments populars de Tonga, hi ha els idiòfons: tambors, gongs i arpes. 
Abans de l'arribada dels europeus, els tambors estaven absents en tota Polinèsia, excepte a Tokelau. Se suposa que els tambors de les illes de Tonga van ser importats de Samoa, juntament amb la dansa mauluulu, i des de llavors aquests dos elements culturals han experimentat transformacions significatives.  els gongs, que eren molt populars a Tonga i James Cook els va citar en el seu diari el 1784, van ser importats de les illes Fiji. d'acord amb les descripcions de James Cook, els gongs tenien una longitud de 0,9 m i 1,2 m de gruix, dues vegades menor que els gongs de les illes veïnes, amb una petita diferència de 8 cm en comparació amb el mateix instrument de Fiji.
L' utete és un instrument musical local fet de fulles de palma i amb una longitud de 25 cm i una amplada de 3 cm. El seu ús és molt comú al país i molt poc freqüent fora d'aquest. Els instruments musicals comuns a Occident, com la flauta, la guitarra i el cavaquinho, s'importen de països europeus. 
La música contemporània de Tonga va ser influenciada per diferents corrents musicals de  Europa, el Pacífic i el Carib. En general, les lletres dels músics tongans són poemes construïts a força de cançons i balls tradicionals. 

### Dansa

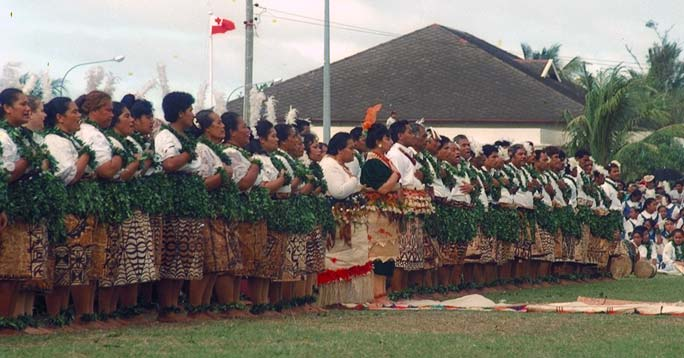
Dansa lakalaka, reconeguda per la UNESCO.

Les danses cerimonials oficials van ser àmpliament utilitzades en el passat i preservades fins als temps actuals. La dansa Tongana més coneguda és la  me'etu'upaki , un ball executat només per homes en el qual s'utilitzen tres instruments musicals: el tambor fali, el utete i les matraques. El suport de veu és proporcionat per un grup d'homes i dones que s'assenten davant d'un ballarí, la figura principal de l'acte. En el passat, la dansa me'etu'upaki era realitzada únicament durant els grans esdeveniments d'importància nacional; actualment, és realitzada amb major freqüència en els llogarets.
Existeix també l'anomenada dansa 'otuhaka, en què participen homes i dones. La música és acompanyada pels altres amb un moviment de mans.  Antigament, l'instrument més comú en aquest ball era el tambor, al qual amb el temps es van afegir altres instruments, com la guitarra i el tafue, un instrument fabricat amb dues vares de bambú.
Una altra dansa coneguda de Tonga és la lakalaka, que va ser declarada per la UNESCO en 2003 com una de les Obres Mestres del Patrimoni Oral i Intangible de la Humanitat i és sovint assenyalada com el «ball nacional». La dansa és una barreja de coreografia, oratòria i polifonia vocal i instrumental amb centenars de participants, tant homes com dones, que s'alineen en files; els homes a la dreta i les dones a l'esquerra. Els homes ballen executant moviments enèrgics, mentre que les dones realitzen graciosos passos de dansa coordinats amb elegants gestos de mans. Els dos grups aplaudeixen i canten mentre ballen, i és freqüent l'existència de l'acompanyament vocal d'un cor. 

### Gastronomia

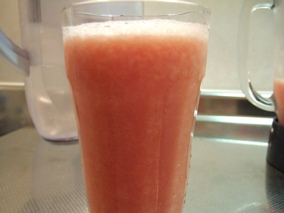
Otai, una beguda d'origen tongalès.

Els antics habitants de Tonga tenien com a aliment bàsic dels productes agrícoles, com el nyam, el moniato, el plàtan i el coco, entre altres productes. Consumien una gran quantitat de peixos que normalment es couen en fulls especials en forns subterranis. Consideraven una menja diversos mol·luscs, que es mengen crus. La beguda més popular era la llet de coco. Els antics habitants de l'arxipèlag també criaven porcs. 
L'alimentació dels tongans contemporanis inclou molts productes i plantes que van ser portats a les illes pels europeus, com la ceba, la col, la pastanaga, el tomàquet, la taronja, la llimona i la iuca. També cal destacar la síndria, que es va fer molt popular a l'arxipèlag. Una de les begudes no alcohòliques més consumides a Tonga, l' OTAI, s'obté de la barreja de suc de síndria, llet de coco i alguna vegada amb altres sucs de fruites com  mango i  pinya.
Entre els plats tradicionals de Tonga destaquen: el Pulu'lu, carn cuita en fulls de taioba, juntament amb ceba i llet de coco; el Tong'lu, xai cuit; i la Vai'siaine, una sopa de plàtan i coco. També hi ha una beguda anomenada kava, feta a partir de les arrels de la planta del mateix nom, i servida en cerimònies i ocasions solemnes. La kava és usada pels tongans per prevenir i curar diverses malalties com el mal de cap, l'hemoglobinúria, la malària, la tuberculosi, la lepra, el càncer, l'asma, l'indigestió i l'insomni.

### Festivitats
El Regne de Tonga declara deu dies a l'any com festius. D'aquests, sis són commemoracions exclusives del país i quatre se celebren en altres nacions, com la Pasqua i el Nadal. 
| Data           | Festivitat                                        | Nom en anglès                                                        | Nom en tongalès                                                                                  |
| -------------- | ------------------------------------------------- | -------------------------------------------------------------------- | ------------------------------------------------------------------------------------------------ |
| 1 de Gener     | Any nou                                           | New Year s Day                                                       | 'Uluaki 'Aho 'o e Ta'u Fo'ou                                                                     |
| Variable       | Aniversari del monarca de Tonga                   | Birthday of the Reigning Sovereign of Tonga                          | 'Aho 'Alo'i 'o 'Ene 'Afio ko e Tu'i 'o Tonga 'oku lolotonga Pule                                 |
| Variable       | Aniversari de l'hereu de la Corona de Tonga       | Birthday of the Heir to the Crown of Tonga                           | 'Aho 'Alo'i 'o 'Ea ki he Kalauni 'o Tonga                                                        |
| març-abril     | Divendres Sant                                    | Good Friday                                                          | Falaite Lelei                                                                                    |
| març-abril     | Dilluns de Pasqua                                 | Easter Monday                                                        | Monite 'o e Toetu'u                                                                              |
| 4 de juny      | Dia de la Independència                           | Emancipation Day                                                     | 'Aho Tau'ataina                                                                                  |
| Variable       | Aniversari de la coronació del monarca de Tonga   | Anniversary of the Coronation Day of the Reigning Sovereign of Tonga | Fakamanatu 'o e 'Aho Hilifaki Kalauni 'o 'Ene 'Afio ko e Tu'i 'o Tonga 'a ia 'oku lolotonga Pule |
| 4 de novembre  | Dia de la Constitució                             | Constitution Day                                                     | ' Aho Konisitutone                                                                               |
| 4 de desembre  | Aniversari de la coronació del rei George Tupou I | Anniversary of the Coronation of H.M. King George Tupou I            | ' Aho Fakamanatu' o i 'Aho Hilifaki Kalauni' o 'Gen' Afio ko Siaosi Tupou I                      |
| 25 de desembre | Nadal                                             | Christmas Day                                                        | ' Aho' Aloi pea mo                                                                               |

## Esports

### Rugbi

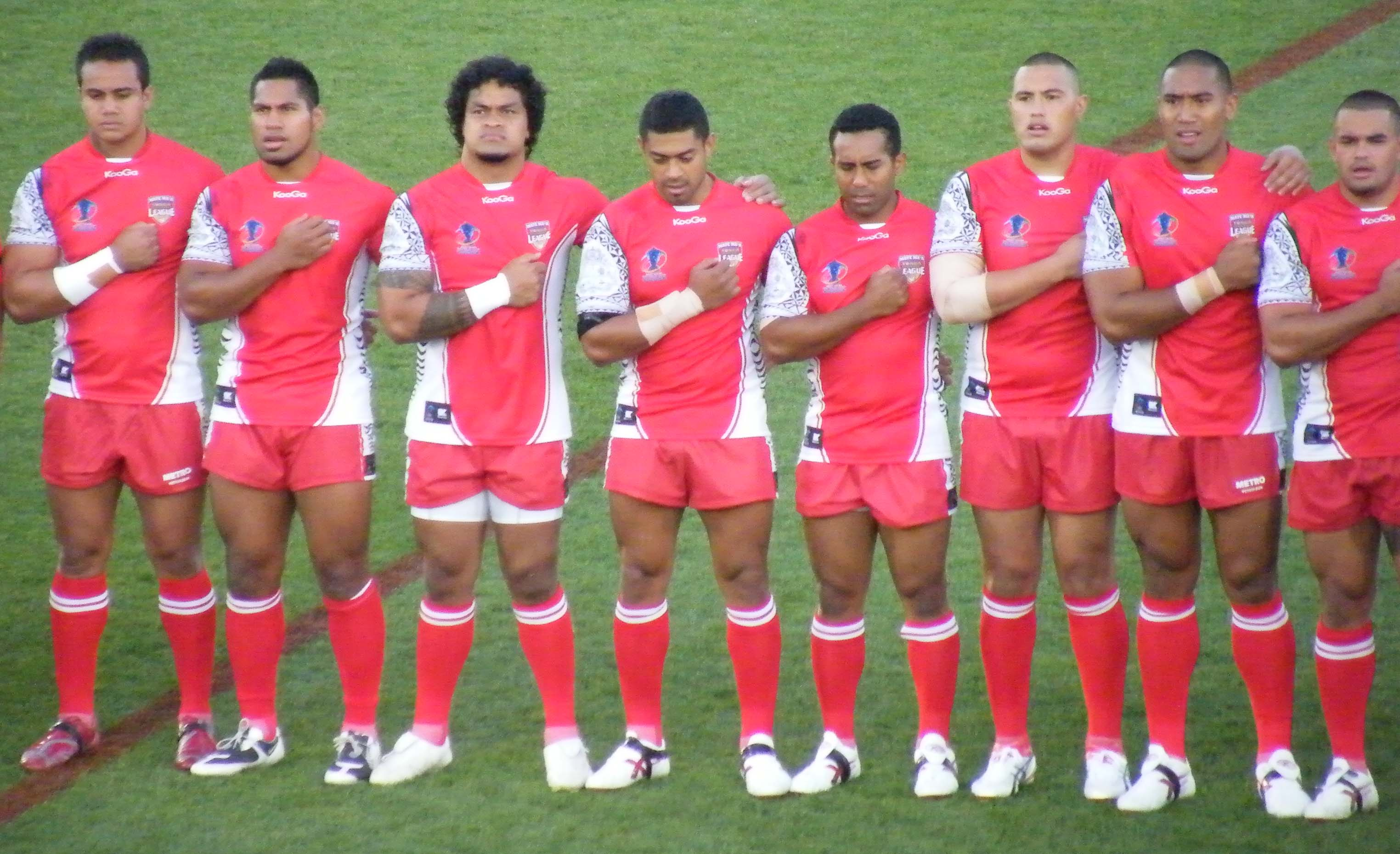
La selecció de rugbi de Tonga abans d'iniciar un partit (2008).

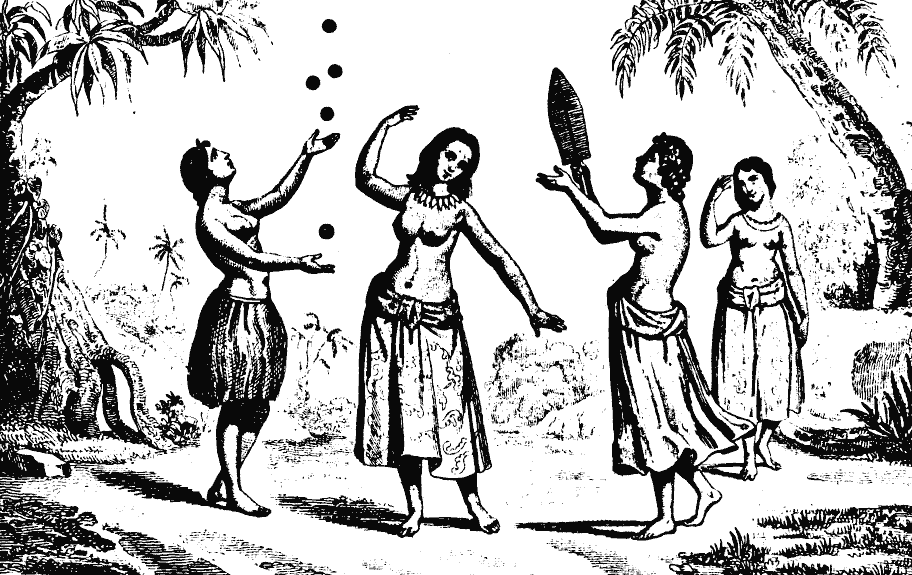
Gravat del que mostra a unes joves de les illes Vava'u interpretant danses locals i jocs tradicionals.

L'esport més popular a Tonga és el rugbi.  La selecció de rugbi de Tonga es coneix com Sea Eagles. Tot i haver obtingut pitjors resultats que els equips de Samoa i Fiji, el país ha participat en quatre ocasions en la Copa d'el Món de Rugbi, la primera el 1987. El millor rendiment de la selecció nacional va tenir lloc a la Copa del Món de rugbi de 2007, quan el país va derrotar els Estats Units i a Samoa, amb resultats de 25 a 15 punts i 19 a 15 punts respectivament. No obstant això, en els dos partits següents, va perdre davant Sud-àfrica i Anglaterra, i va acabar en el tercer lloc del seu grup, no obtenint el pas als 4tos de final però classificant per a la següent edició de la Copa del Món de Rugbi.

### Futbol
L'Associació de Futbol de Tonga és membre de la FIFA i la Confederació de Futbol d'Oceania des de 1994. el primer partit internacional de la selecció de futbol de Tonga es va celebrar el 29 d'agost de 1979, on va ser golejada per Tahití en el marc dels Jocs del Pacífic Sud. La major derrota soferta per l'equip va ser el 9 d'abril de 2001, quan va perdre davant Austràlia per 22-0. La major victòria de Tonga es va dur a terme en contra de la selecció de futbol de Micronèsia el 5 de juliol de 2003, durant els Jocs del Pacífic Sud a Fiji, amb un resultat de 7-0.

### Jocs Olímpic
El Comitè Olímpic Nacional es va formar el 1963 i va ser oficialment reconegut pel Comitè Olímpic Internacional (COI) l'any 1984. Tonga va participar per primera vegada en els Jocs Olímpics de 1984 a Los Angeles. La primera i única medalla d'el país va ser conquerida a 1996, quan el boxejador Paea Wolfgramm va rebre la medalla de plata. A causa de les condicions climàtiques de país, mai ha participat en els Jocs Olímpics d'Hivern. 
Les característiques geogràfiques de l'arxipèlag aporten múltiples facilitats per a la pràctica de diversos esports aquàtics. La major part d'aquests s'ha desenvolupat com una forma d'impulsar el turisme; entre els més importants es troben el busseig, la vela, els salts, l'immersió lleugera, la pesca esportiva, el caiac i la natació. Els esports extrems, com el surf, el jet-caiac i el kitesurf, han cobrat popularitat en anys recents, principalment a les illes Vava'u.
Van ser les possibilitats ofertes per l'arxipèlag la raó per triar-ho com lloc on disputar el Camel Trophy 2000 , l'edició més diferent de totes i l'última de l'anomenada Gran aventura . L'organització va aportar vehicles de motor aquàtics en lloc dels terrestres. Allà es van disputar proves en bicicleta de muntanya, escalada per penya-segats o busseig, a més de navegar en les  llanxes foraborda. Els participants van lluir les banderes d'Alemanya, Àustria, una "coalició" integrada pels membres de l'Benelux, una altra "coalició" representant als països escandinaus, Espanya amb un equip de la Península i un altre portant la bandera de les illes Canàries, França, Grècia, Itàlia, Japó, Portugal, Regne Unit, Rússia, Sud-àfrica, Suïssa i Turquia. Tots van recórrer unes mil milles nàutiques. 
A més dels jocs populars a tot el món, alguns altres jocs són tradicionals a Tonga. El país té una gran quantitat de formes d'entreteniment tradicional, especialment per als nens. El pani és un joc entre dos equips en el qual s'utilitza una pilota de tennis i dotze llaunes d'alumini. Un equip ha de construir una torre amb les llaunes, mentre que l'altre tracta d'enderrocar la torre amb la pilota de tennis. L'equip que va construir la torre ha de reconstruir-la en menys de deu segons. Si això succeeix, l'equip aconsegueix un punt. El joc segueix, sempre alternant torns. El hico és un joc que inclou dansa i malabarisme. Guanya qui maneja el major nombre d'articles, ja sigui fruites, pilotes de tennis i ampolles buides.